# Église Saint-Léger de Jagny-sous-Bois
Pour les articles homonymes, voir Église Saint-Léger.
L'église Saint-Léger est une église catholique paroissiale située à Jagny-sous-Bois, en France. C'est une église incomplète, qui a perdu sa nef rustique et sans intérêt architectural au milieu du XXe siècle, quand elle a été démolie en raison de son mauvais état. N'en reste que le mur du sud-est, qui relie le clocher en bâtière de facture très simple à la partie subsistante de l'église. Il s'agit des deux travées droites du vaisseau central du chœur, accompagnées de deux collatéraux, et de l'abside polygonale. Cet ensemble achevé vers le milieu du XVIe siècle est très sobre à l'extérieur, mais l'intérieur montre tout le registre de la décoration Renaissance du meilleur niveau. Les dais des niches à statues de l'abside constituent une particularité que peu d'autres églises ne partagent. Abstraction faite des détails sculptés, l'architecture elle-même est toujours de conception gothique flamboyante. L'église est classée monument historique depuis 1980, et sa restauration s'est achevée en 2014.

## Localisation

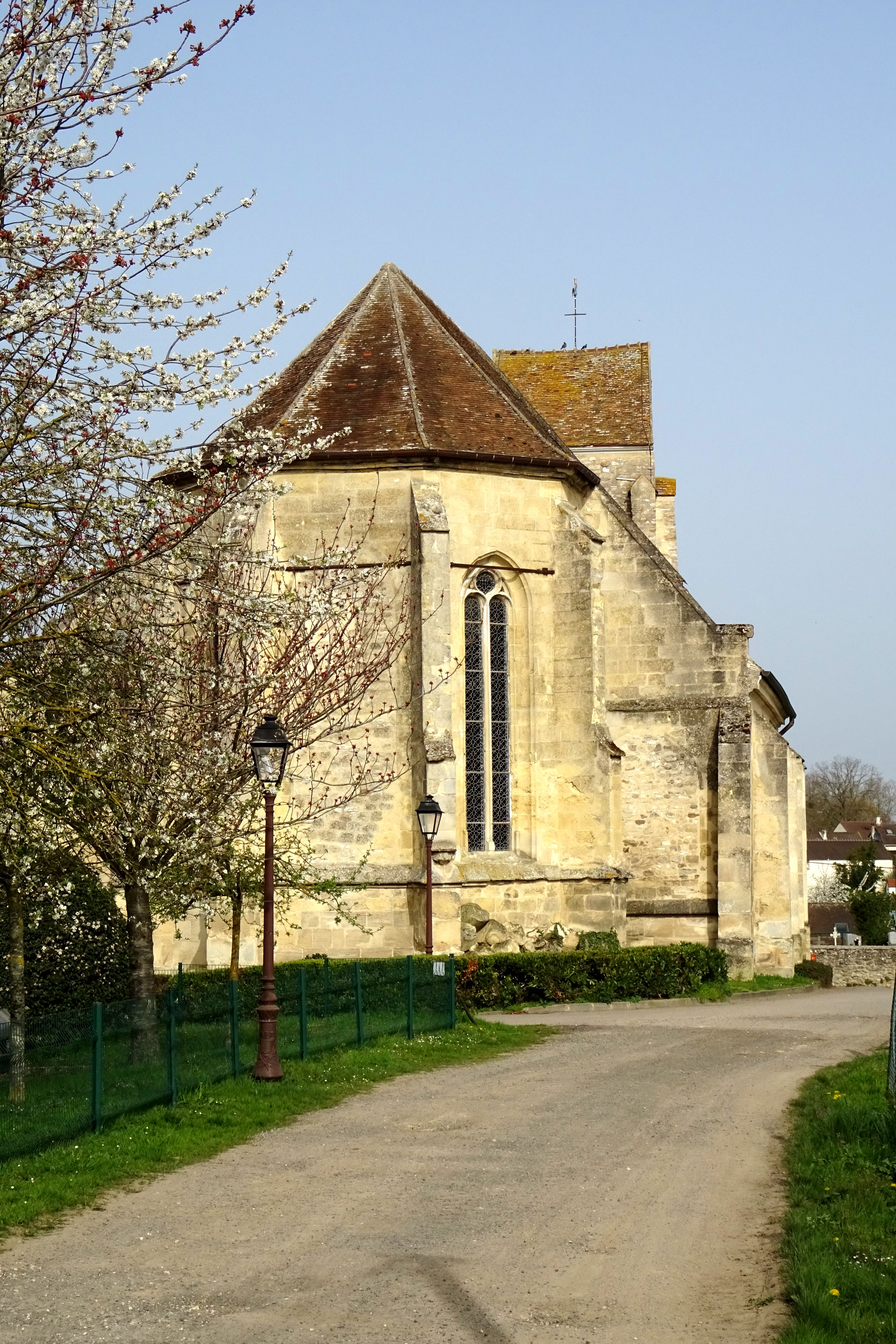
Approche par l'est.

L'église est située en France, en région Île-de-France et dans le département du Val-d'Oise, dans le Parc naturel régional Oise-Pays de France, sur la commune de Jagny-sous-Bois, près du carrefour rue du Gué (RD 47) / rue du Chef-de-Ville (RD 47) / rue Faflot. Le clocher et l'ancienne façade donnent sur la rue Faflot, et le cimetière se situe jusqu'en face. À droite de l'angle de la nef ruinée, un étroit passage donne accès au jardin de la mairie, où se trouvent l'entrée et la salle des fêtes. On peut gagner le parvis de l'église, à l'emplacement de l'ancienne nef, aussi bien depuis la rue que depuis le jardin de la mairie. Les deux portes d'entrée de l'église s'ouvrent sur le parvis. L'église est entièrement dégagée d'autres constructions, et on peut ainsi facilement en faire le tour : l'élévation septentrionale est alignée sur un chemin rural, et le chevet donne aussi sur le jardin de la mairie.

## Historique

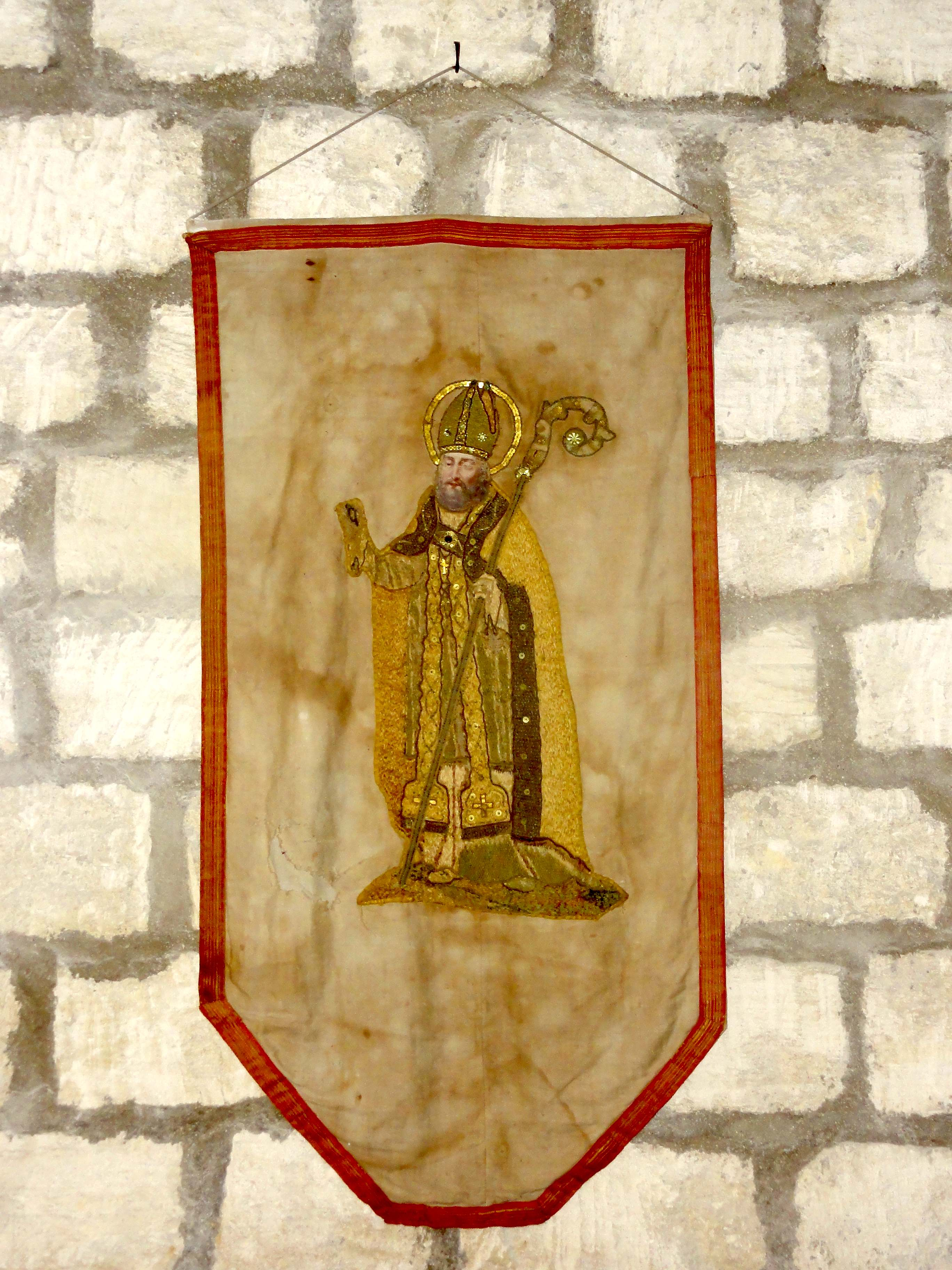
Bannière de procession à l'effigie de saint Léger.

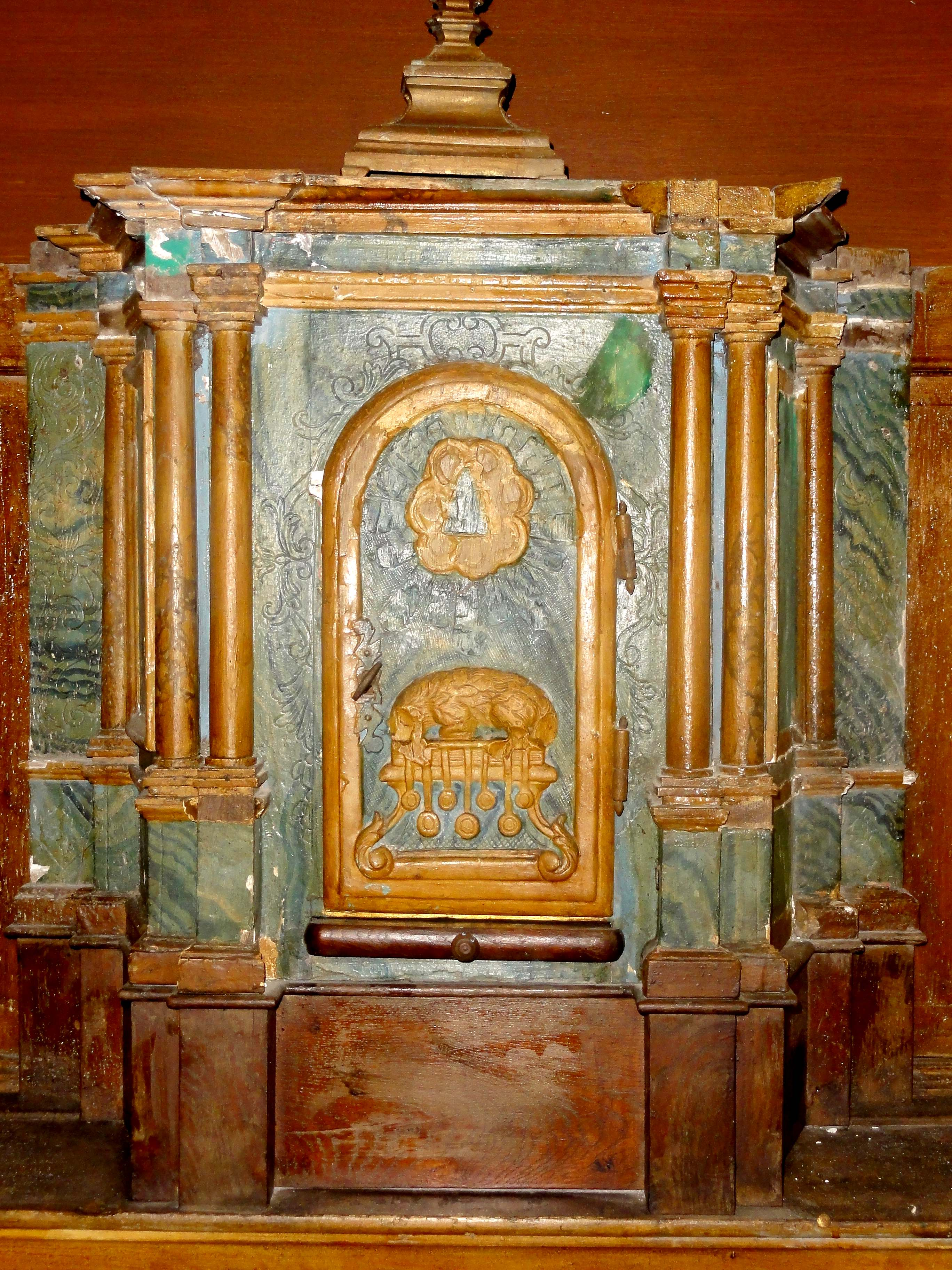
Tabernacle du maître-autel.

L'église de Jagny est de fondation ancienne, mais les documents sur ses origines manquent. Les premières mentions connues ne remontent qu'au XIIIe siècle, et le clocher actuel pourrait date de cette époque. Le patron de l'église était initialement saint Barthélemy. Vers le milieu du XVIe siècle, le chœur de l'église primitive est remplacé par un nouvel édifice financé par le seigneur local. Le plan, quelque peu influencé par la collégiale Saint-Martin de Montmorency, est celle d'une église gothique, mais les finitions et le décor sont de style Renaissance. La reconstruction de la nef est entamée à la même époque, mais s'arrête avant que le bas-côté sud ne soit terminé : des arcades s'ouvrant sur la nef, seules les bases des colonnes sont sculptés. En effet, la nef est traditionnellement à la charge des paroissiens, qui ne parviennent apparemment pas à réunir les fonds nécessaires. La nef et le bas-côté nord ne sont finalement édifiés qu'au XVIIe siècle ou au XVIIIe siècle, à en juger d'après les caractéristiques architecturaux connus grâce à des descriptions anciennes. Il s'agit d'une construction à l'économique, avec un appareil en moellons de qualité médiocre. En plus le plan présente des irrégularités, et le raccordement avec le chœur est un peu malheureux. Ces particularités peuvent s'expliquer par une reconstruction successive en suivant le plan de l'église primitive. La nef souffre assez tôt de problèmes de stabilité, faisant craindre son effondrement.
En 1851, l'architecte Franz Boulogne, de Gonesse (le futur architecte diocésain), préconise une démolition de l'édifice afin de récupérer les pierres pour la construction d'une nouvelle église. La municipalité décide toutefois de conserver l'ancienne, et la fait réparer entre 1856 et 1858. Or, ces réparations ne suffisent pas pour assurer la pérennité de la nef sur le long terme, car moins d'un siècle plus tard, l'on est revenu à la situation de départ. En 1951, le conseil municipal vote pour la démolition de la nef. Il fait appel à l'architecte cantilien Robert, qui préconise la démolition complète de la nef et du clocher, en ne préservant que les grandes arcades du sud et la dernière travée du bas-côté nord, devant être réaménagée comme clocher. Les habitants tiennent toutefois à conserver leur clocher, qui est réparé en 1955. Entre-temps, la charpente de la nef s'écroule, et la nef est démolie. Les restes de l'église sont classés au titre des monuments historiques par arrêté du 28 avril 1980.
Des travaux de restauration ont lieu en 1982, 1985 et 1993/ 1996, sans toutefois être achevés : la poursuite du chantier est laissée en suspens. Le chœur menace ainsi de s'effondrer à son tour, et l'église est fermée au culte. En 2001, à la suite de son élection, le dossier est pris en main par le nouveau maire Fernand Pantanella. Trois ans de persévérance sont nécessaires pour parvenir à s'assurer du concours financer de l'État et du conseil général. La première phase de la consolidation du chœur démarre en novembre 2005 et dure jusqu'en novembre 2006. L'année suivante, le conseil municipal vote une deuxième phase de restauration, mais la difficulté de la question du financement ne permet pas une mise en œuvre à court terme. Cette-fois ci, cinq ans de négociations s'écoulent avant que le dossier ne soit bouclé, et l'aval de l'Architecte en chef des monuments historiques, ne soit obtenu. Le conseil général accorde une fois de plus une subvention indispensable (peu avant de se désengager du financement de la restauration des monuments classés ou inscrits[réf. souhaitée]). Les marchés sont attribués fin 2012, et les travaux se déroulent tout au cours de l'année 2013. Peu avant l'achèvement définitif, l'église peut enfin être rouverte pour la messe de Noël 2013 : pendant dix-sept ans les habitants n'ont pas disposé d'une église, alors que la durée cumulée des travaux n'a été que de deux ans,.
Sous tout l'Ancien Régime, Jagny-sous-Bois fait partie du doyenné de Montmorency du diocèse puis archidiocèse de Paris. La cure est à la nomination de l'évêque de Paris. Après la Révolution française et la création du département de Seine-et-Oise, la paroisse est rattachée au nouveau diocèse de Versailles qui correspond exactement au territoire du département. Dans le contexte de la refonte des départements d'Île-de-France, le nouveau diocèse de Pontoise est érigé en 1966, et Jagny-sous-Bois en fait partie à l'instar de toutes les autres paroisses du département. Le diocèse de Paris se limite désormais à la seule ville de Paris. La « paroisse des onze clochers » de Luzarches inclut aujourd'hui les anciennes paroisses indépendantes et petits villages de Bellefontaine, Châtenay-en-France, Chaumontel, Épinay-Champlâtreux, Jagny-sous-Bois, Lassy, Mareil-en-France, Le Mesnil-Aubry, Le Plessis-Luzarches et Seugy. Des messes dominicales sont célébrées dans l'église Saint-Léger irrégulièrement, car la paroisse n'applique plus un calendrier des messes par rotation.

## Description

### Extérieur

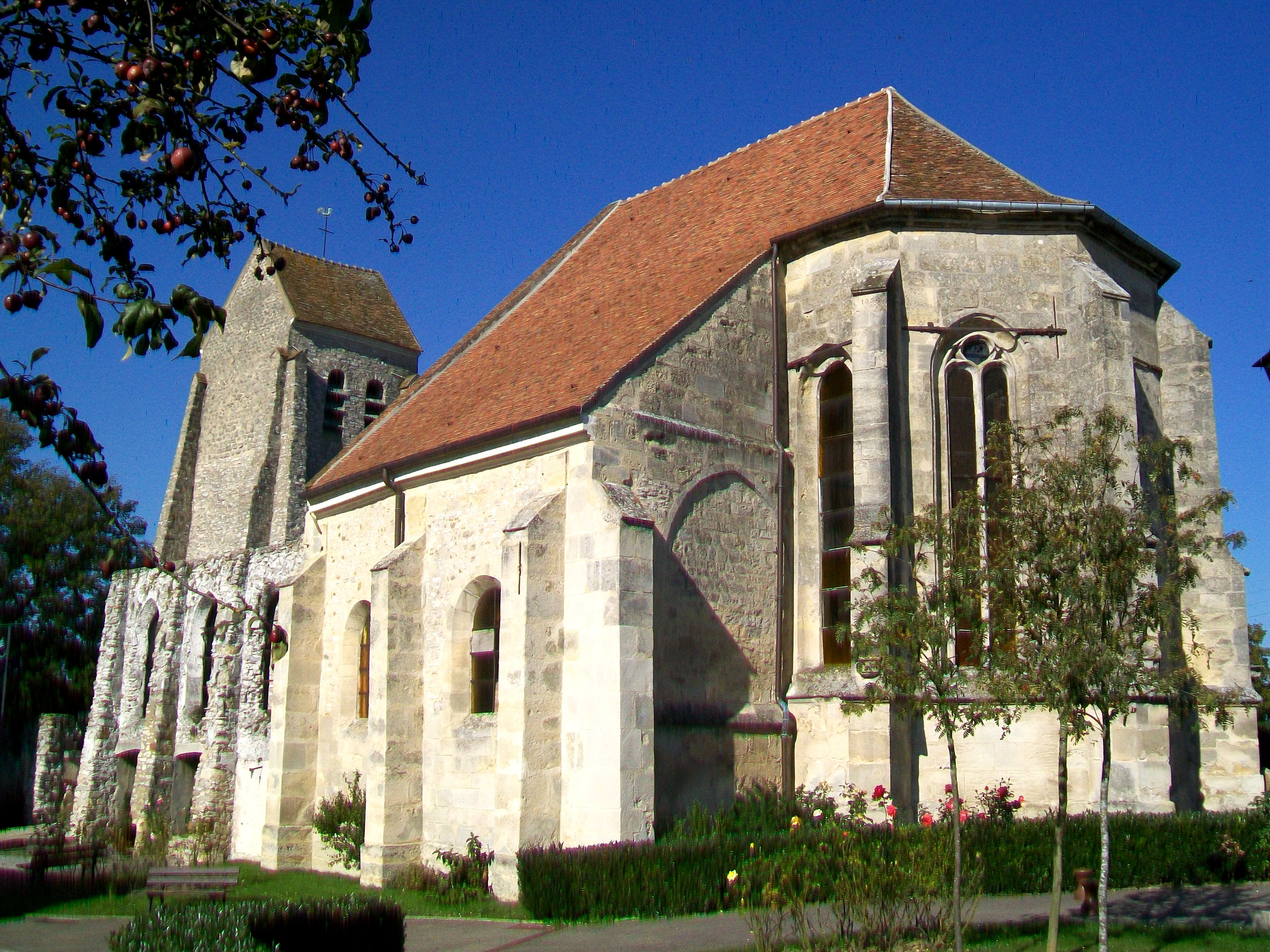
Vue d'ensemble depuis le sud-est.

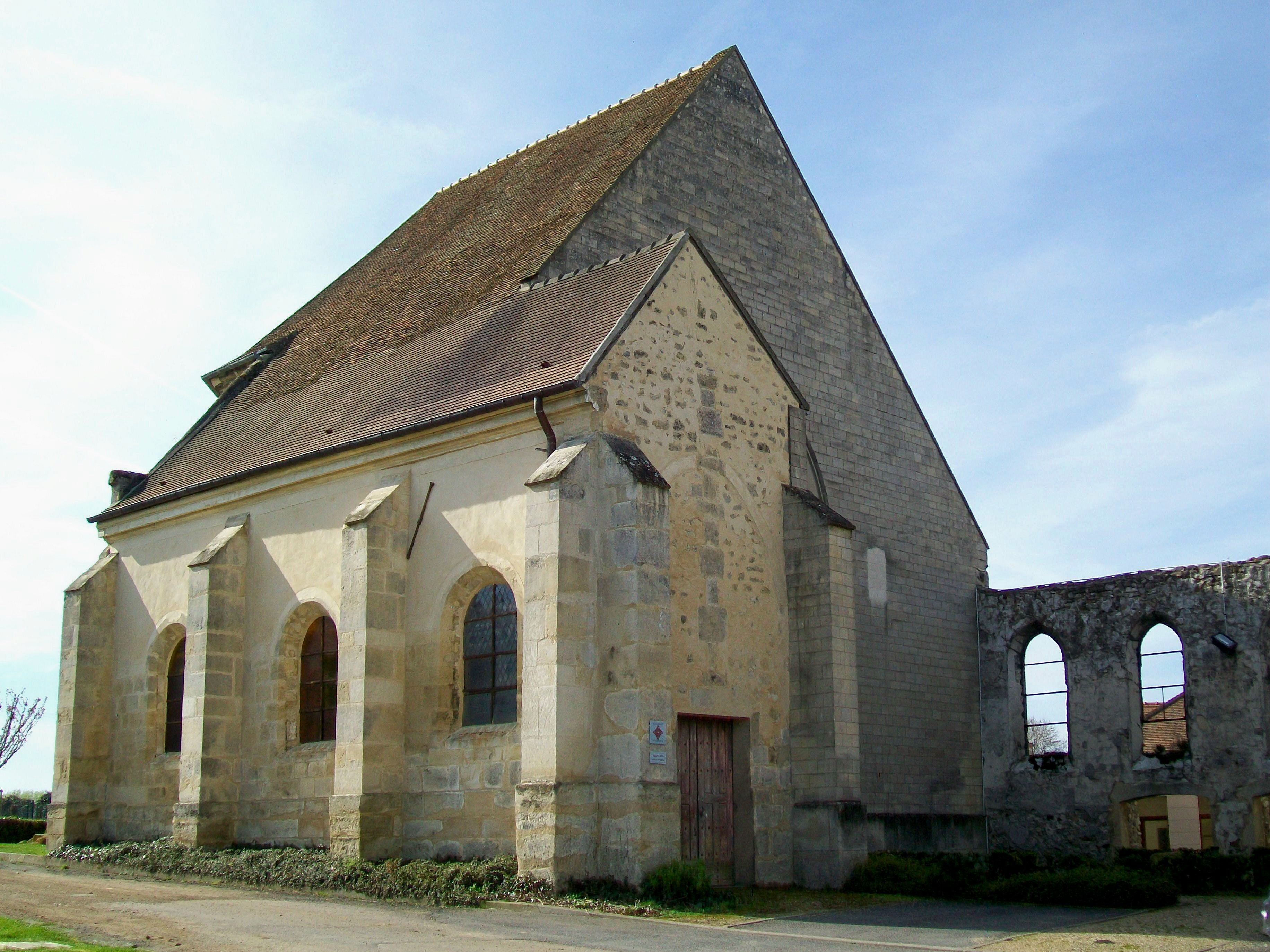
Vue depuis le nord-ouest ; à gauche, la porte latérale.

L'église est orientée irrégulièrement nord-ouest - sud-est, avec une importante déviation de l'axe central entre la nef disparue et la partie subsistante. Elle se compose de trois travées du vaisseau central, dont la dernière comporte une partie droite et le chevet à pans coupés ; d'un bas-côté sud-ouest accompagnant les deux premières travées du vaisseau central ; et d'un bas-côté nord-est comportant encore une travée supplémentaire faisant saillie devant l'actuelle « façade » nord-ouest. Sur ce point, le projet de l'architecte Robert a donc été réalisé, sauf que l'on renonça à l'aménagement d'un clocher provisoire dans ses combles. L'ancien emplacement de la nef sert aujourd'hui de parvis, et est toujours délimité au sud-ouest par le mur extérieur de l'ancien bas-côté sud-ouest. Subsiste également un pan de mur de l'ancienne façade principale nord-ouest, devant laquelle se dresse le clocher. Vaisseau central et bas-côtés sont recouverts d'une toiture commune à deux rampants, avec un pignon moderne à l'ouest, bâti après la démolition de la nef, et des demi-pignons au-dessus des chevets des bas-côtés à l'est. La travée supplémentaire du bas-côté nord-est possède un toit en bâtière. Toutes les toitures sont couvertes de tuiles plates.
Le clocher en bâtière, datant peut-être encore du XIIIe siècle, ne présente aucun caractère particulier. Il est construit en moellons et ne comporte même pas de chaînages d'angle en pierre de taille. Chaque angle est conforté par deux contreforts largement saillants, dont la plupart s'apparentent à des glacis très fortement inclinés, alors que d'autres contreforts ont une physionomie irrégulière. Le toit du clocher est perpendiculaire à celle de l'église. Le mur sous pignon sud-ouest est aveugle. Les murs gouttereaux et le mur sous pignon nord-est sont percés en haut de deux étroites baies abat-son plein cintre chacun. Ces baies ne sont pas décorées. L'on peut constater une ressemblance avec le clocher du Plessis-Luzarches, commune voisine. Le mur subsistant du bas-côté démoli de l'ancienne nef est rongé par l'influence des intempéries. Il est ajouré de trois baies plein cintre et de deux ouvertures en anse de panier au-dessous des deux premières baies. Les contreforts sont assez plats, mais leur face extérieure est également très fortement inclinée. Aucun soin n'a été apporté à l'agencement de la nouvelle « façade » principale nord-ouest, qui est toutefois bâtie en pierre de taille. Une grande arcade plein cintre est percée dans le mur en son centre. Le portail se situe dans le mur pignon nord-ouest de la travée supplémentaire du bas-côté nord-est ; c'est une simple porte rectangulaire sans ornementation. L'arcade plein cintre bouchée s'étant ouverte vers la travée voisine du bas-côté aujourd'hui disparue est toujours bien visible. Le contrefort de droite est neuf ; celui de gauche constitue un vestige du mur de la partie démolie du bas-côté.
Les collatéraux subsistants sont eux aussi construits en moellons, sauf les contreforts du côté du chevet, qui sont en pierre de taille. Ces collatéraux ne se distinguent donc pas fondamentalement des bas-côtés démolis, sauf que les contreforts sont plus saillants et pratiquement verticaux. Ils se terminent par des glacis. Les fenêtres sont plein cintre et sans remplage ni décoration. Le chœur proprement dit se distingue par une exécution soignée en pierre de taille. Il reçoit le jour de trois côtés. Un glacis court tout autour à la hauteur du seuil des fenêtres, et inclut également les contreforts nettement saillants. Ils présentent un second glacis à mi-hauteur, ainsi qu'un glacis final. Les glacis sont discrètement moulurés : c'est l'unique décor que le maître d'œuvre s'est permis à l'extérieur de l'église. Les baies du chœur en cintre brisé sont hautes et élancées, et dotées d'un remplage Renaissance standard, composé de deux arcades plein cintre surmontées d'un oculus. La baie centrale du chevet est toutefois bouchée, à l'instar des baies des chevets des collatéraux, les seules bâties en arc brisé,.

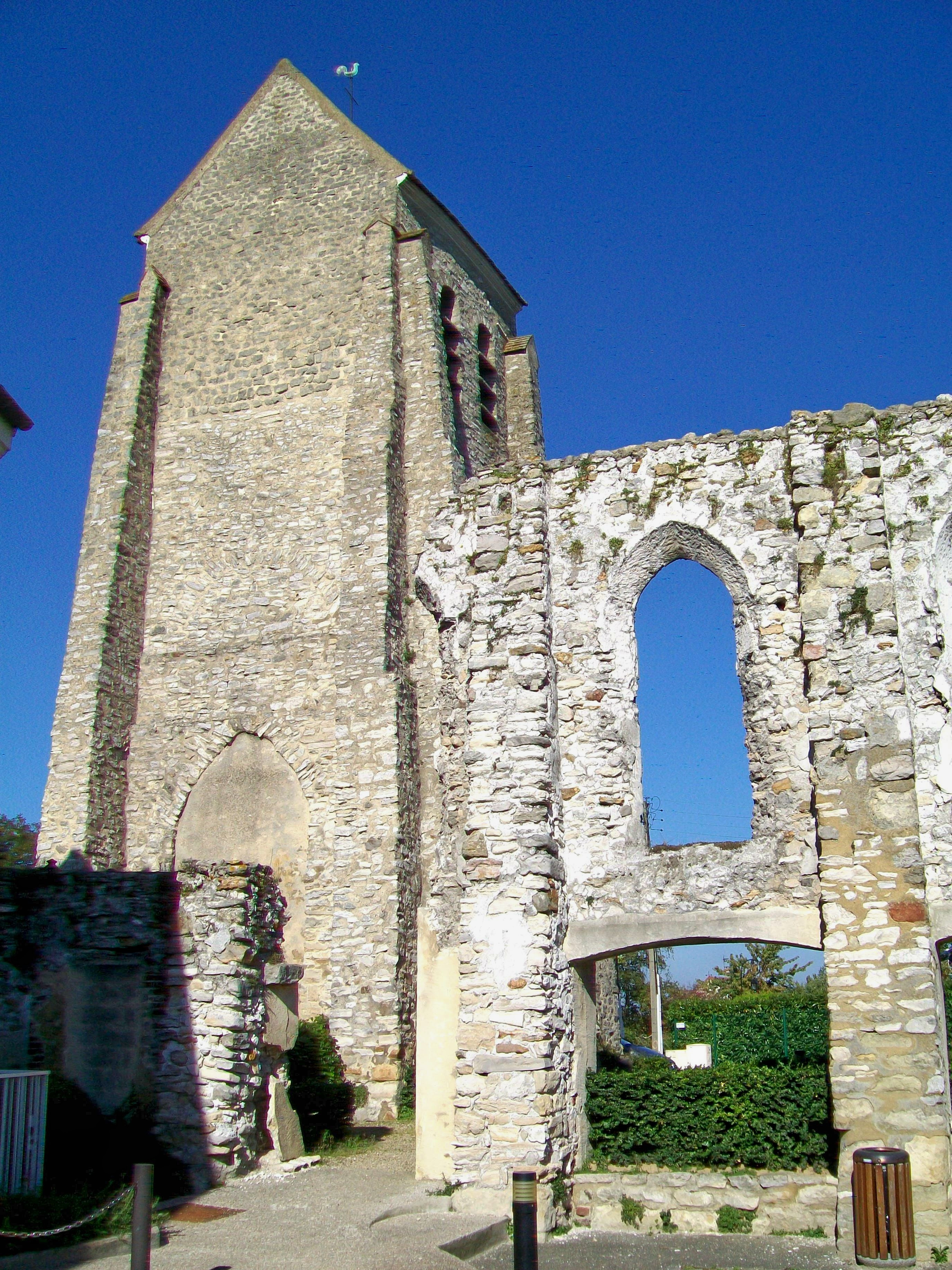
Clocher, vue depuis le sud.
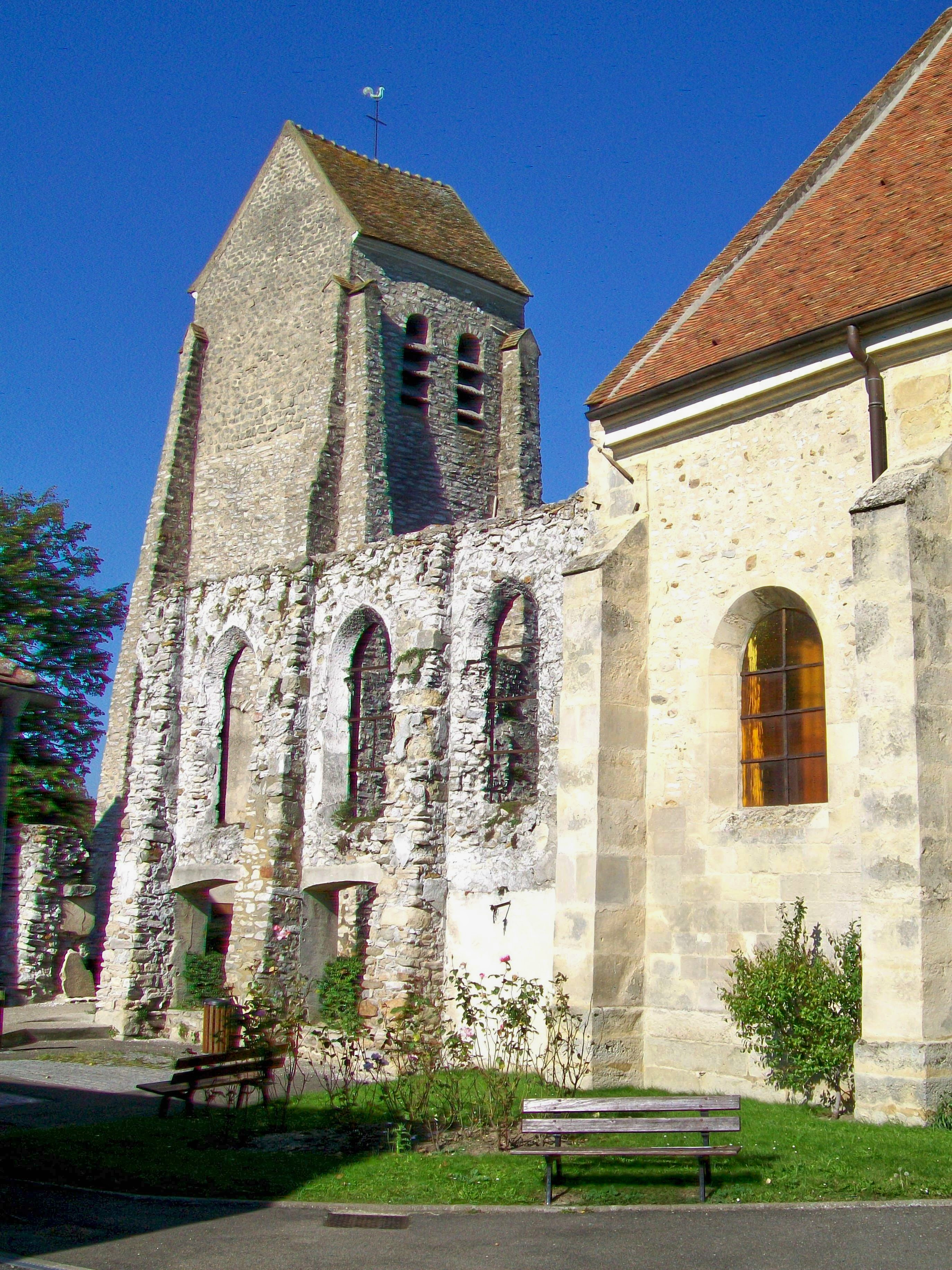
Clocher et mur du bas-côté sud-ouest démoli.
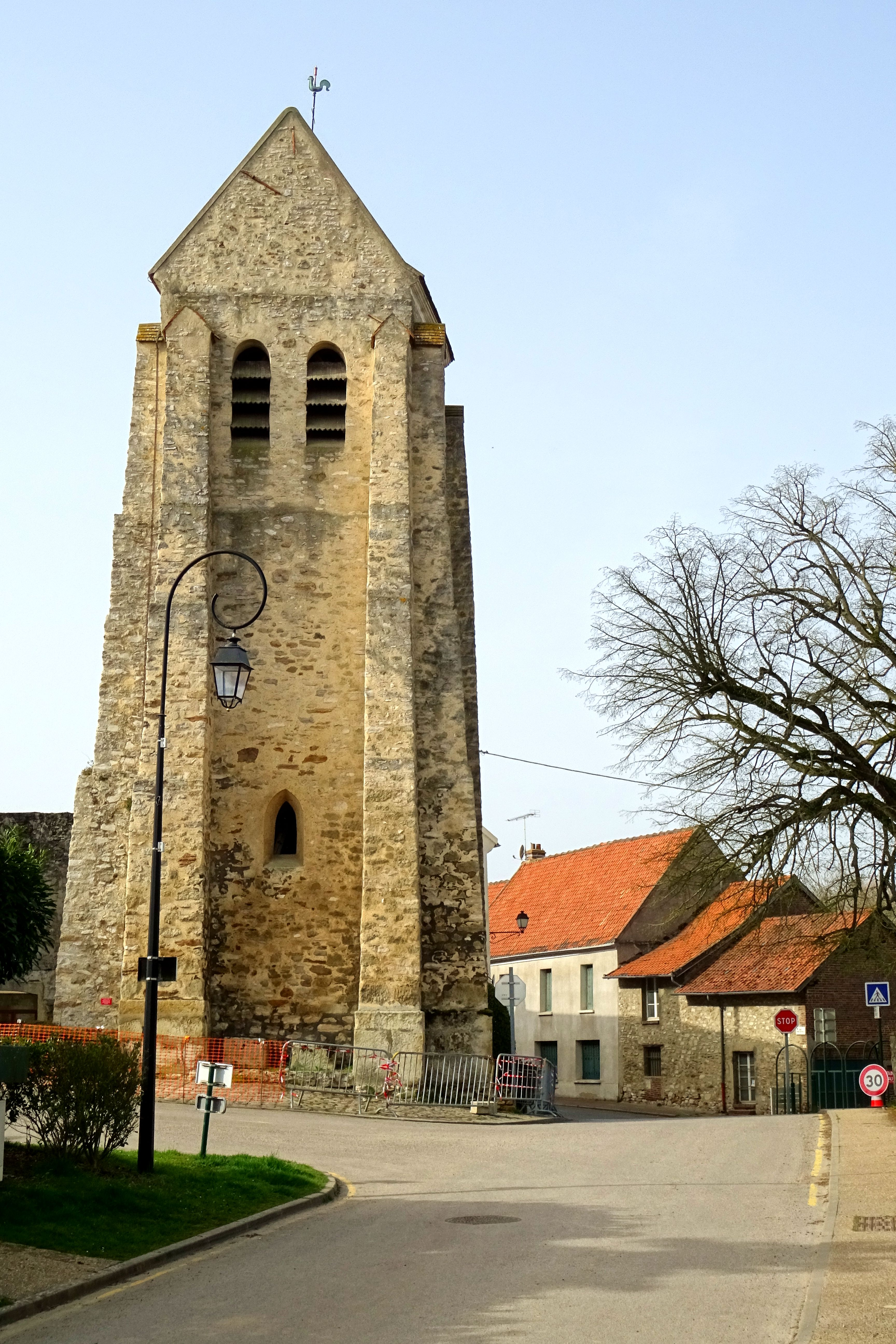
Clocher, vue depuis le nord.
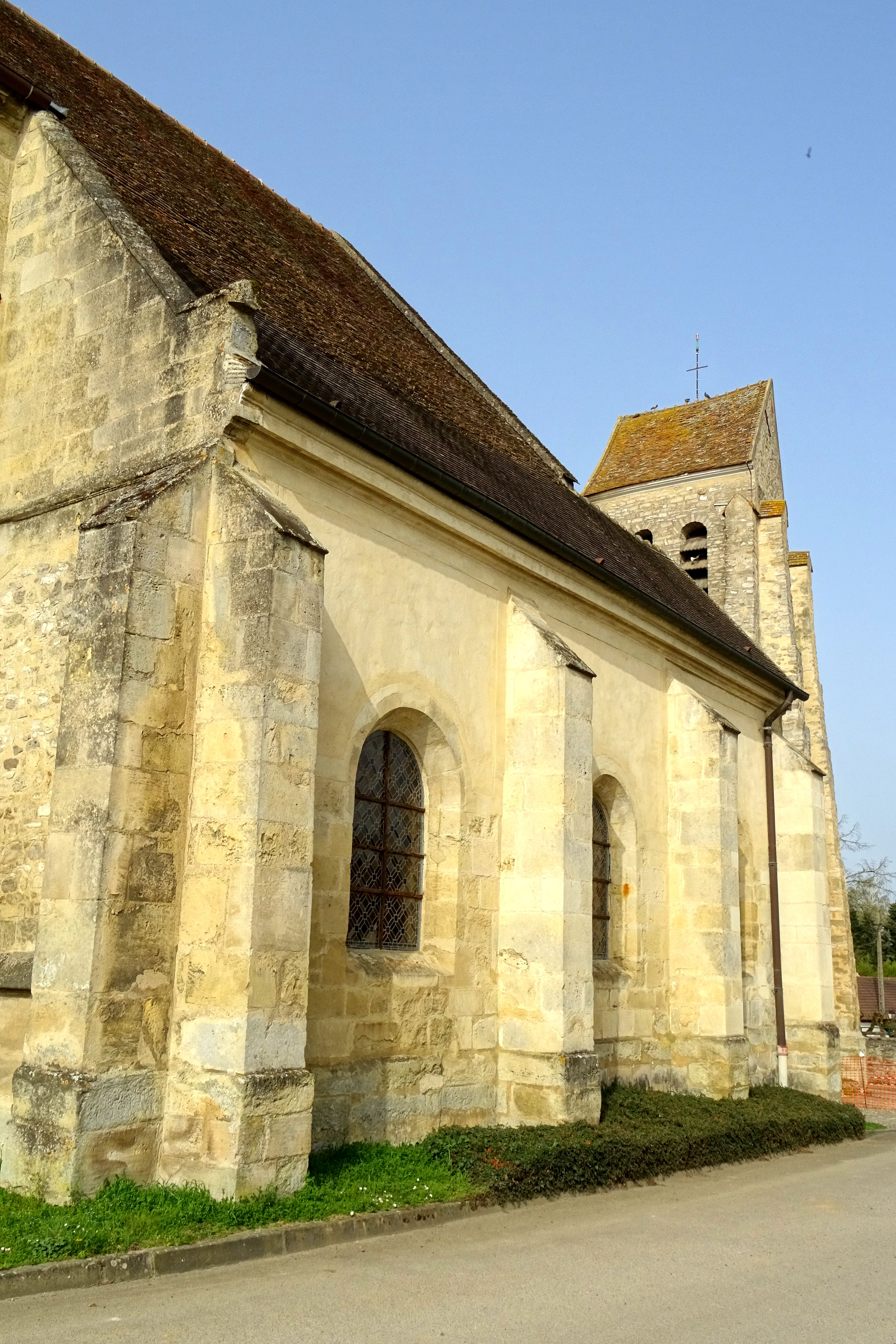
Collatéral nord, vue depuis le nord-est.
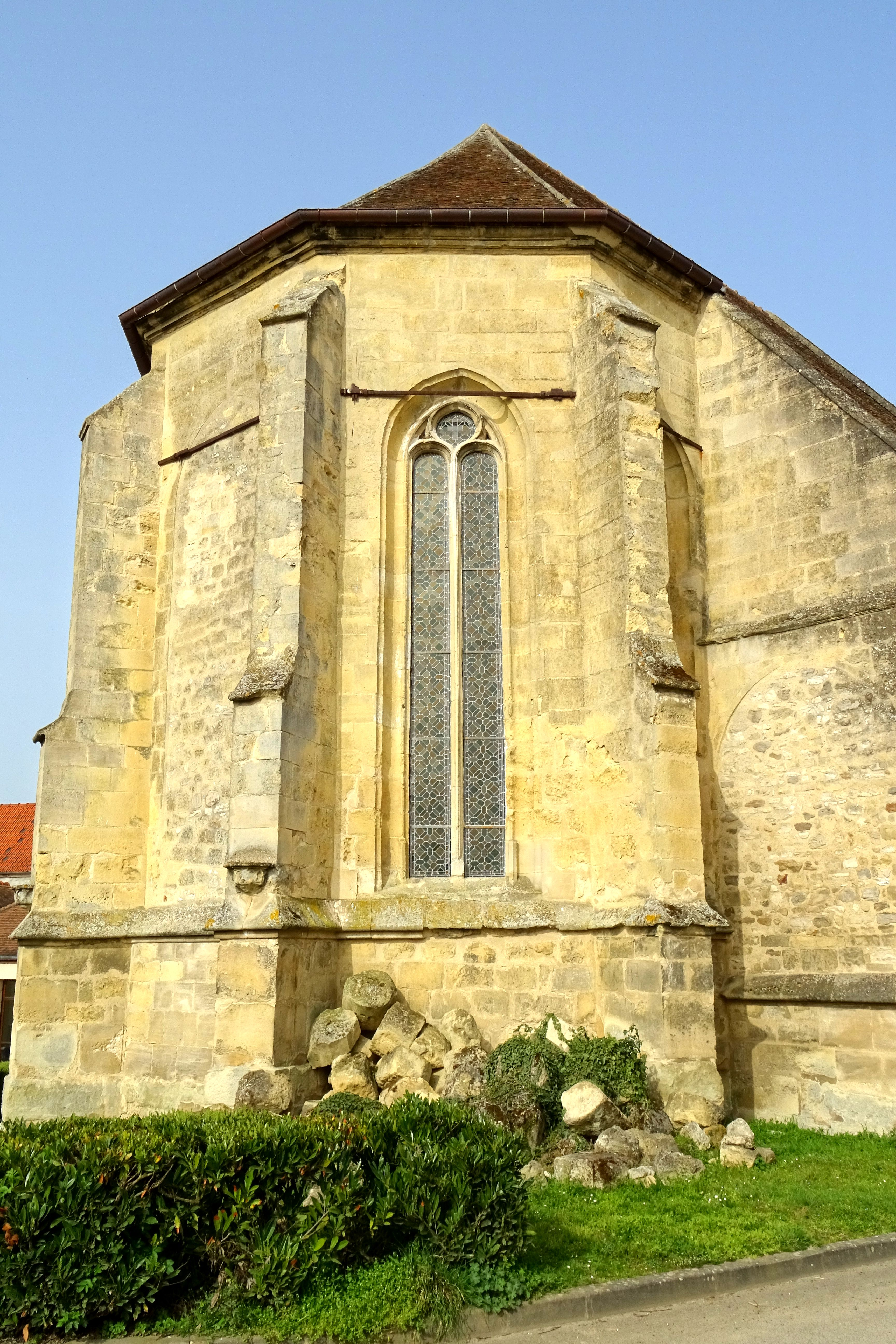
Abside, pan nord-est.
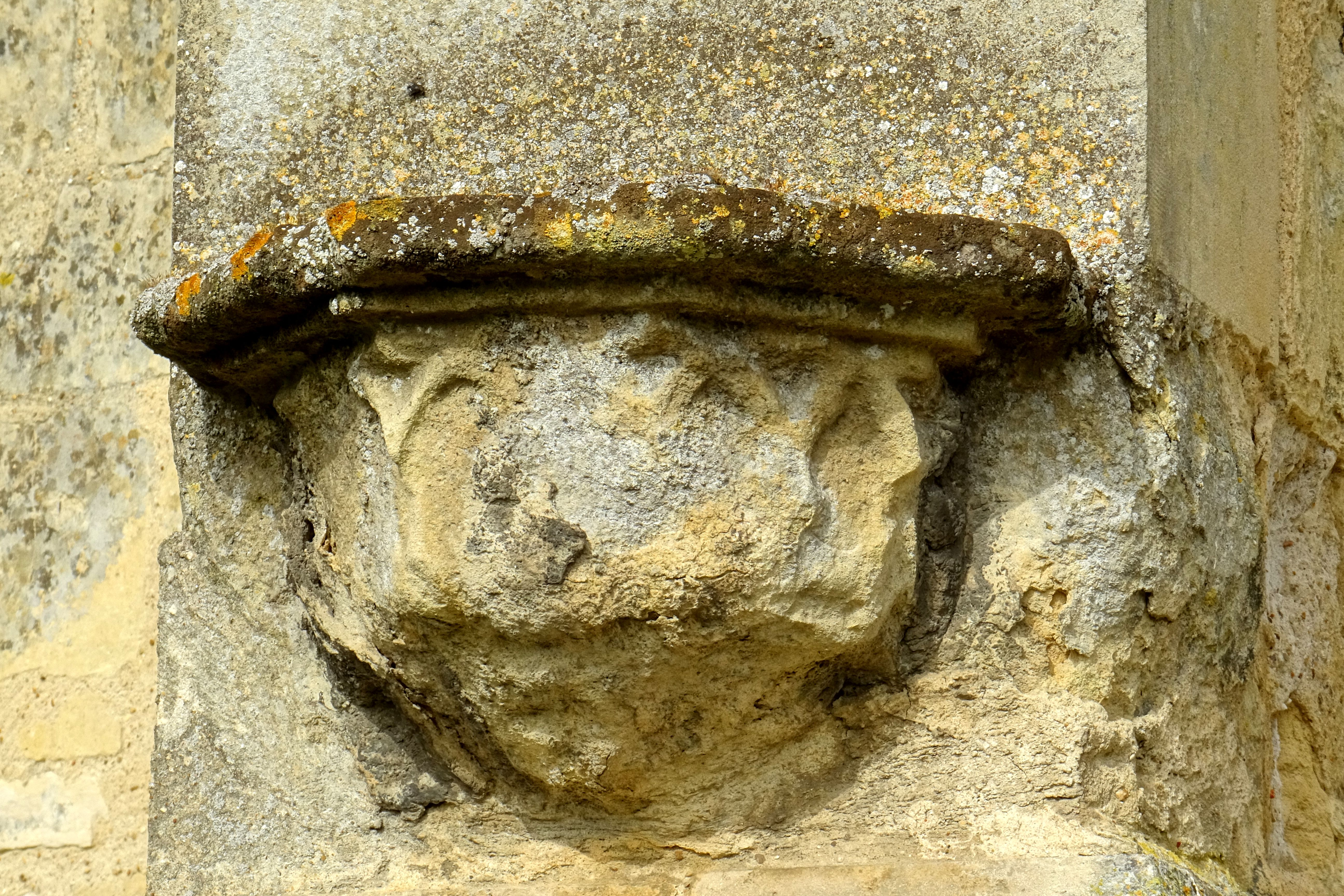
Abside, console à droite de la baie d'axe.

### Intérieur

#### Vaisseau central

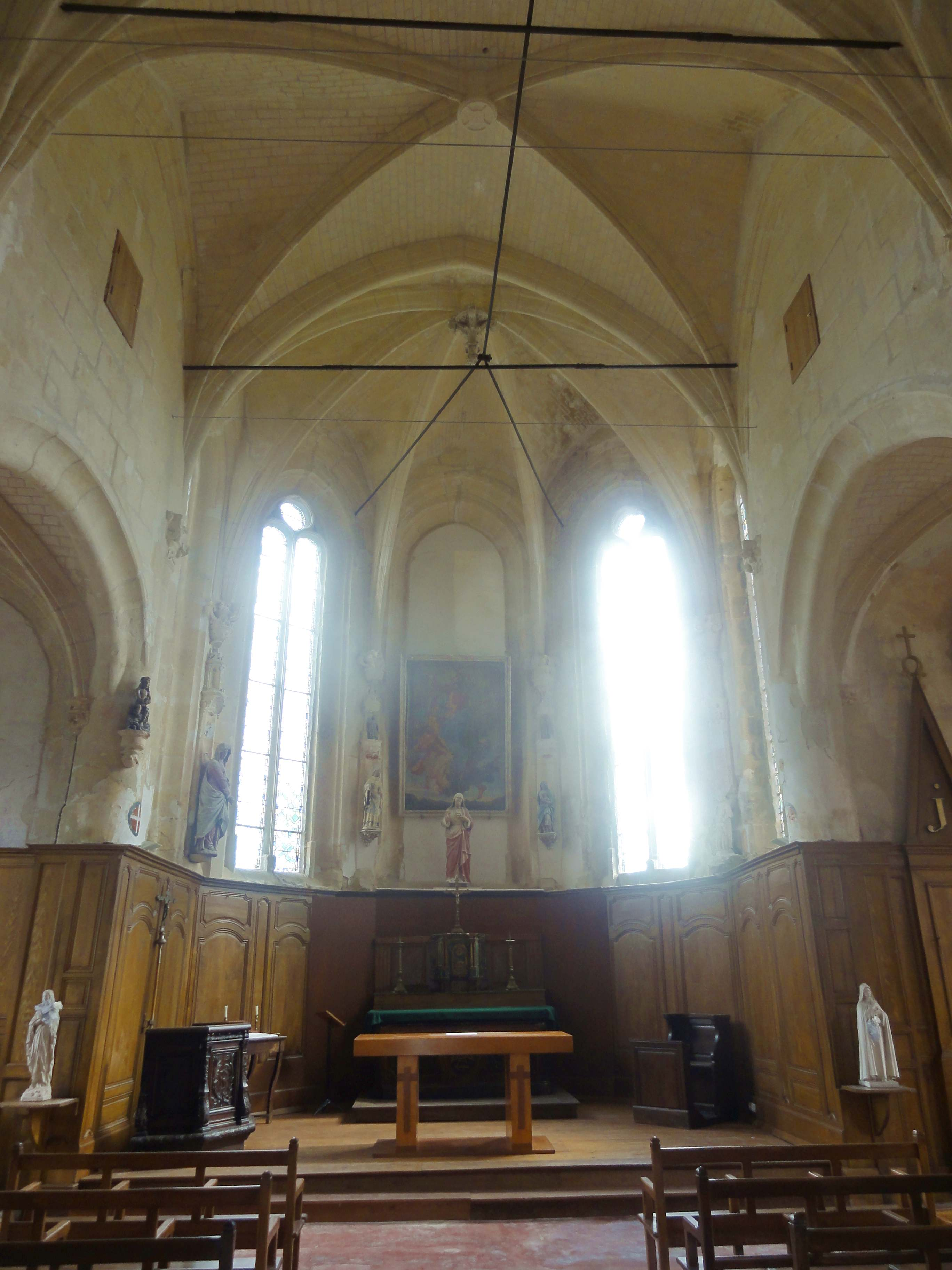
Chœur, vue vers l'est.

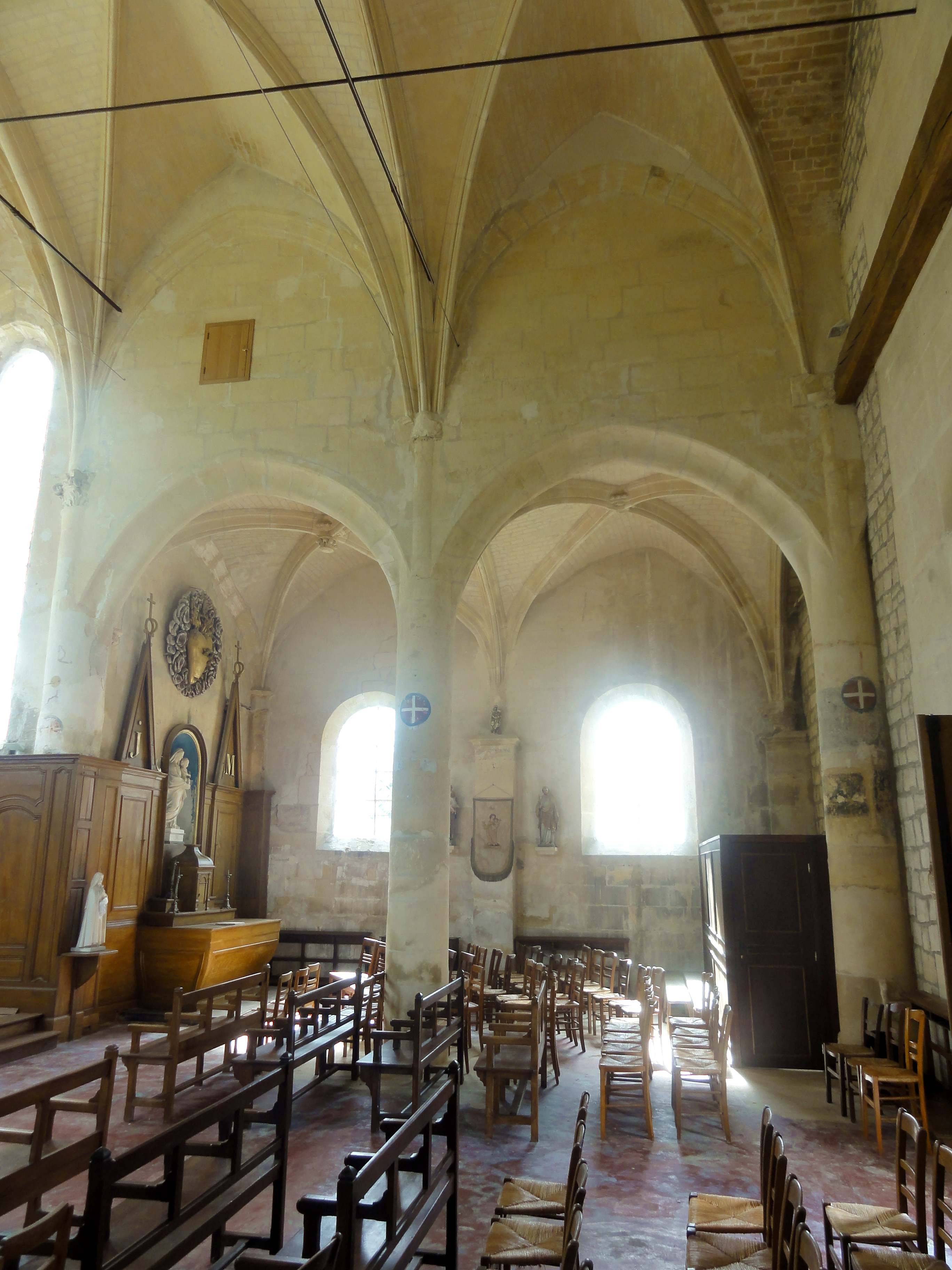
Chœur, élévation sud.

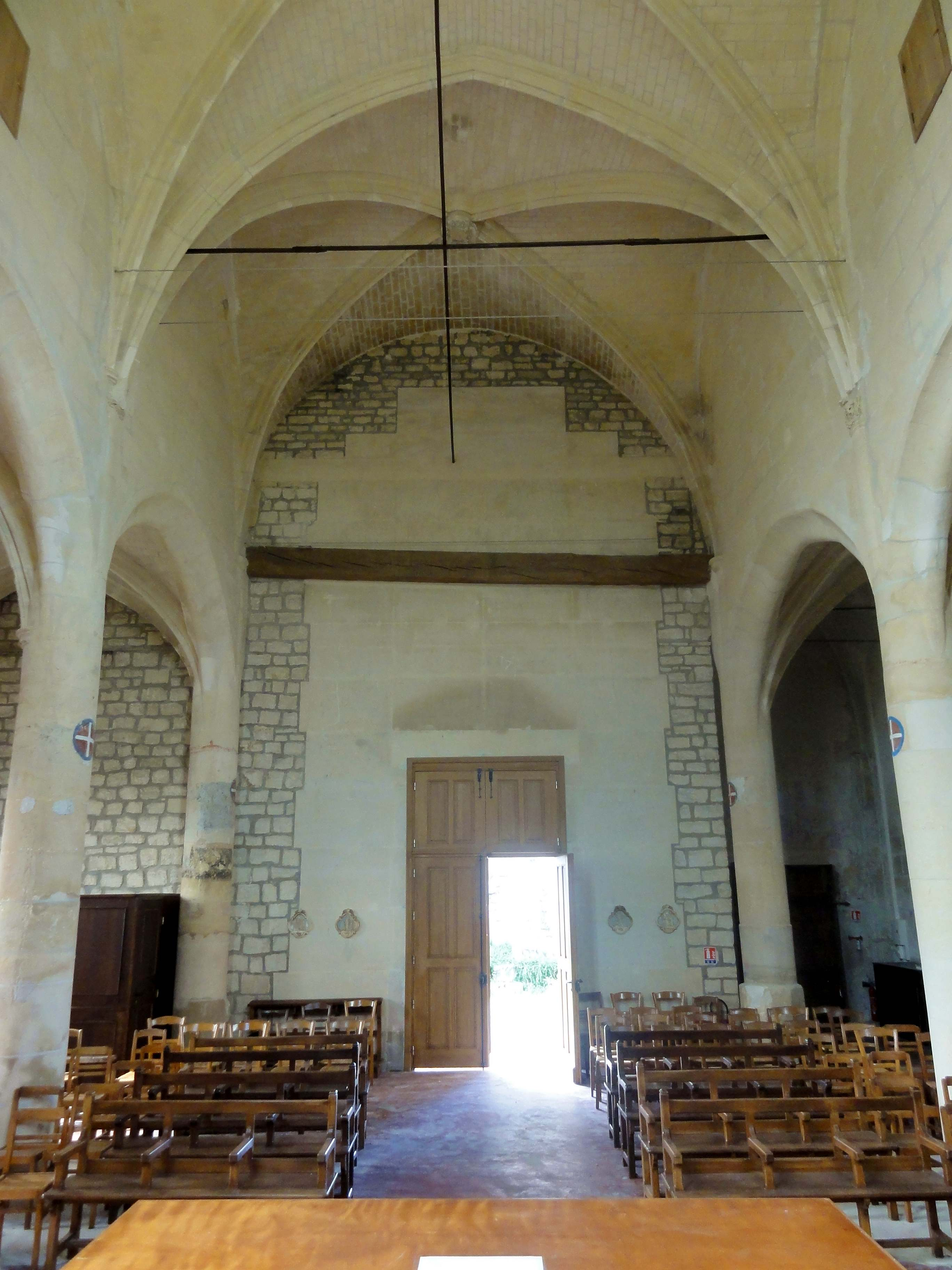
Chœur, vue vers l'ouest.

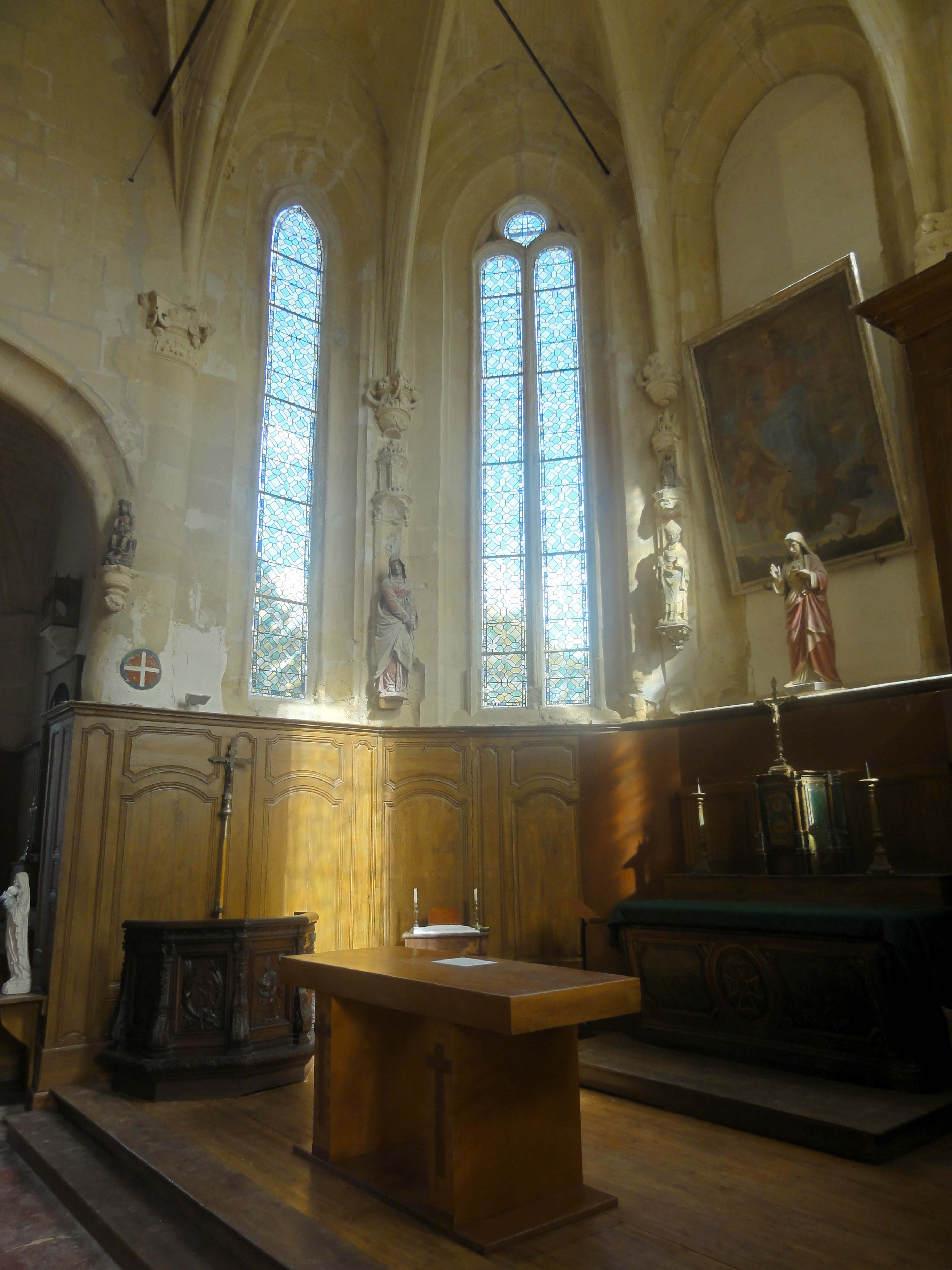
Abside, côté nord.

L'intérieur témoigne d'une recherche architecturale que la sobriété des façades ne fait pas soupçonner. L'époque de construction, la fin de la première moitié du XVIe siècle, se lit facilement dans l'architecture, car elle reflète la transition du style gothique flamboyant vers le style de la Renaissance. Les deux styles cohabitent fréquemment dans une même église, mais souvent, c'est le résultat d'une construction par étapes, comme à Louvres et Villiers-le-Bel. Plus généralement, le voûtement des églises Renaissance de la région est d'inspiration gothique, comme à Attainville, Goussainville, Mareil-en-France ou Le Mesnil-Aubry. Plus rarement, même le profil des nervures des voûtes reste flamboyant, comme à L'Isle-Adam. C'est aussi le cas de l'église Saint-Léger, où le profil est prismatique et aigu. De même, les fenêtres, les grandes arcades et les arcs d'inscription des voûtes sont en arc brisé, comme à la période gothique. Le fait que la seconde grande arcade du nord et du sud et certaines ogives du vaisseau central soient en arc à peine brisé, presque en plein cintre, semble imputable à des déformations. En effet, la stabilité des voûtes a posé longtemps problème : des étrésillons de fer maintiennent les murs hauts du vaisseau central, et l'abside est ceinturée d'une bande de fer à l'extérieur. Outre le profil des nervures des voûtes et les arcs, même les supports sont de type flamboyant, ce qui est aussi le cas à L'Isle-Adam, où les piliers de la nef portent néanmoins des frises dans le goût de la Renaissance. À Jagny-sous-Bois, la Renaissance ne se manifeste qu'à travers les chapiteaux du second ordre du vaisseau central ; les culs-de-lampe des bas-côtés ; les clés de voûte ; les formes en plein cintre du remplage des fenêtres ; et avant et surtout, le décor sculpté de l'abside. Peu d'autres églises sont dans le même cas, mais on peut néanmoins citer l'église Notre-Dame de Vétheuil.
Le vaisseau central du chœur se compose de deux travées barlongues accompagnées de bas-côtés, et d'une abside à cinq pans. L'élévation latérale des deux premières travées est à deux niveaux, avec l'étage des grandes arcades, et un étage aveugle au-dessus des grandes arcades. Cet étage aveugle représente un peu plus d'un tiers de l'élévation, et est caractéristique des églises flamboyantes de faible et moyenne importance. Seulement les églises les plus importantes bénéficient encore d'un étage de fenêtres hautes après la guerre de Cent Ans, comme les chœurs de Saint-Étienne de Beauvais et Saint-Antoine de Compiègne, ou l’église de Pont-Sainte-Maxence. L'expérience douloureuse d'une guerre indéterminable et d'épidémies terribles fait que l'architecture religieuse ne met plus en avant la lumière de Dieu, et exprime l'incertitude qui pèse sur l'au-delà par un espace sombre au-dessus des fidèles. Dans la seconde travée, les murs sont percés d'ouvertures rectangulaires, qui sont fermées par des volets. Les grandes arcades sont moulurées assez simplement d'un gros boudin entre deux gorges, comme dans le chœur de Boran-sur-Oise, ou, sous une forme légèrement différente, dans l'église de Survilliers et le chœur de Vauréal. Selon l'esthétique flamboyant, les arcades se fondent directement dans les piliers. L'architecture flamboyante privilégie les piliers ondulés, où les arcades et nervures se continuent jusqu'au sol sous la forme de renflements ou moulures, mais en l'occurrence, l'architecte a eu recours à de simples piliers monocylindriques appareillés en tambour. Il n'y a pas de chapiteaux au niveau des grandes arcades.
Les supports des hautes-voûtes sont représentés par une faible ondulation dans le mur, et par de petits chapiteaux engagés, qui sont presque noyés dans l'appareil. Cette impression résulte de l'inadéquation entre les ondulations et les chapiteaux, qui appartiennent à deux courants architecturaux différents. Au revers du mur occidental actuel, le doubleau a été supprimé, et les chapiteaux ont été sacrifiés, mais on voit bien l'ondulation sur le mur, et des piliers cylindriques libres. Au niveau du premier doubleau intermédiaire, les chapiteaux sont ornés de guirlandes de fruits et de bucranes. Au niveau du doubleau vers l'abside, les chapiteaux sont librement inspirés du corinthien, et comportent sur leur partie inférieure une frise, où alternent des feuilles d'acanthe verticalement dressées, des petites fleurs et des tiges nouées par trois. Malheureusement, tous les chapiteaux sont partiellement endommagés ; aucun n'est complet. Les voûtes sont établies sur des croisées d'ogives simples. Elles n'utilisent pas les formerets, qui sont moins aigus que l'arc d'inscription de la voûte, et situés trop bas, ce qui aurait donné des voûtes bombées. Le même phénomène se trouve dans l'église de Montfort-l'Amaury. La clé de voûte de la première travée comportait une partie pendante, qui a été bûchée ; la clé de voûte de la seconde travée est un disque orné d'un emblème en bas-relief (un carré devant deux lignes qui se croisent). Seule la clé de voûte pendante de l'abside est remarquable. Elle est formée par quatre volutes appliquée sur un disque, qui supportent une grappe de fruits entourée de feuilles d'acanthe. Le disque et les volutes sont richement sculptés, mais la partie ajourée du décor manque presque totalement.
L'abside possédait des fenêtres de trois largeurs différentes, ce qui est peu courant. La fenêtre la plus large était la fenêtre bouchée de l'axe du chevet. Les fenêtres des pans coupés sont de largeur moyenne, et pourvues d'un remplage à deux formes en plein cintre, surmontées d'un soufflet et de deux mouchettes simplifiées. Les fenêtres de la partie droite de l'abside sont les plus étroites, et dépourvues de remplage. Près du doubleau à l'entrée de l'abside, les formerets de la partie droite sont reçus sur des culs-de-lampe, qui sont décorés de trois rangs de feuillages et de fruits, sans inspiration directe par l'architecture antique. En regardant depuis l'ouest, ils sont dissimulés par les ogives. Celles-ci retombent sur des culs-de-lampe entre les fenêtres. Au nombre de quatre, ils sont tous librement inspirés du corinthien, mais sinon différents : les volutes sont plus ou moins grandes, plus ou moins enroulées, ajourées ou non ; les culots sont enveloppés de guirlandes ou de feuillages tantôt développés, tantôt très stylisés. Sous chacun des quatre culs-de-lampe, on trouve un dais en encorbellement, qui est destiné à abriter une statue. Les dais comportent en hauteur un édicule d'ordre corinthien et de plan semi-circulaire, avec un couronnement très original. Au nord et au sud, les deux arcades des édicules sont seulement simulées. À gauche et à droite de l'ancienne baie d'axe, ils contiennent des statuettes en bois. Les soubassements des édicules ont davantage d'ampleur et constituent les dais proprement dits. Ils évoquent les parties supérieures d'édicules plus grands, et possèdent de petites voûtes en trompe. Tous ces éléments sont finement ciselés et témoignent d'une grande fantaisie du sculpteur, mais aussi d'une grande maîtrise du vocabulaire architectural antique. Mathieu Lours estime que des artisans ayant travaillé sur le chantier du château d'Écouen tout proche sont intervenus ici. Le style montre un lien de parenté avec le portail occidental de l'église Saint-Georges de Belloy-en-France, qui date des années 1540, alors que des dais semblables se retrouvent dans l'abside de l'église Saint-Leu-Saint-Gilles de Chennevières-lès-Louvres, qui date de 1577 environ.

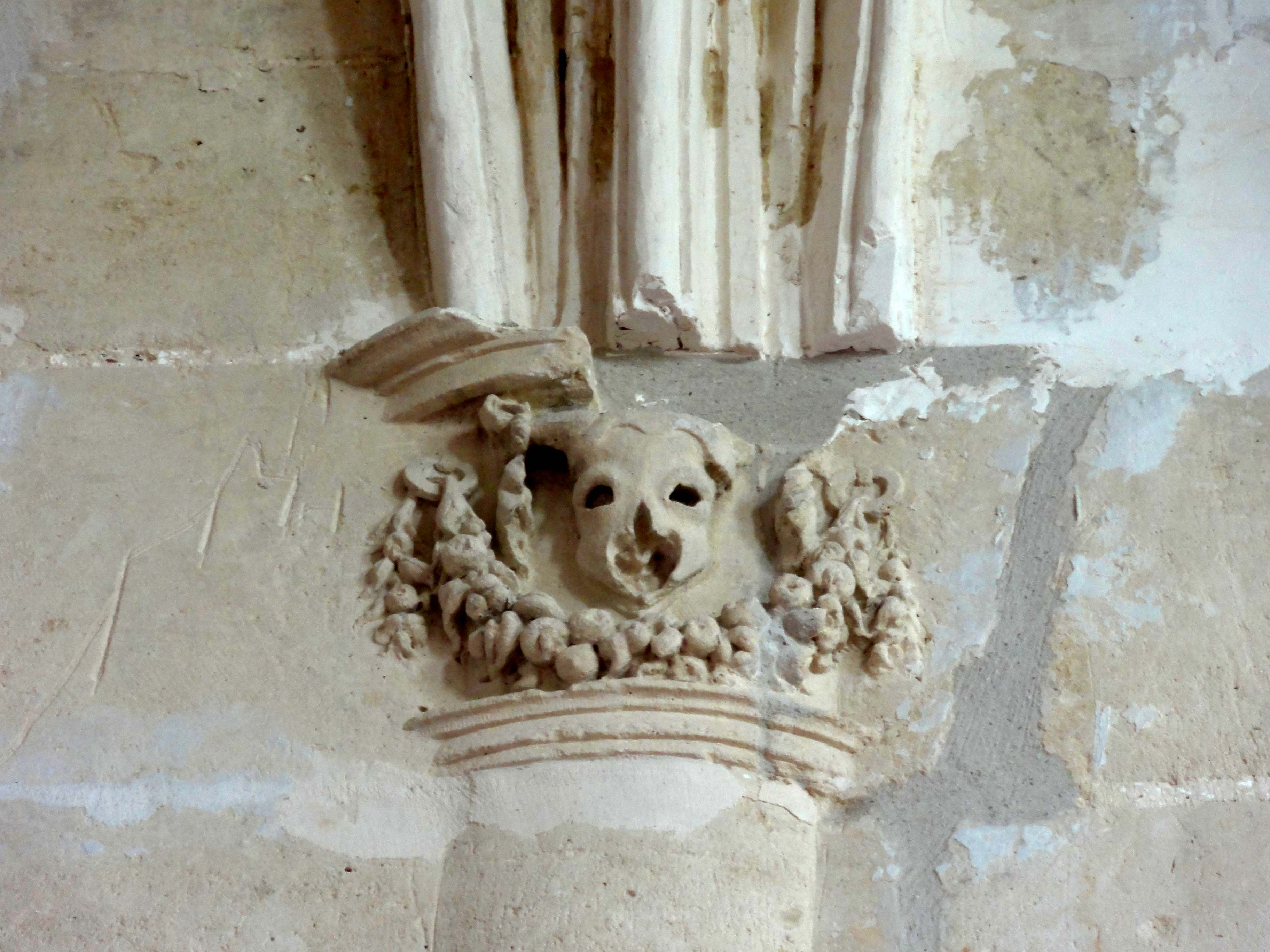
Chapiteau engagé.
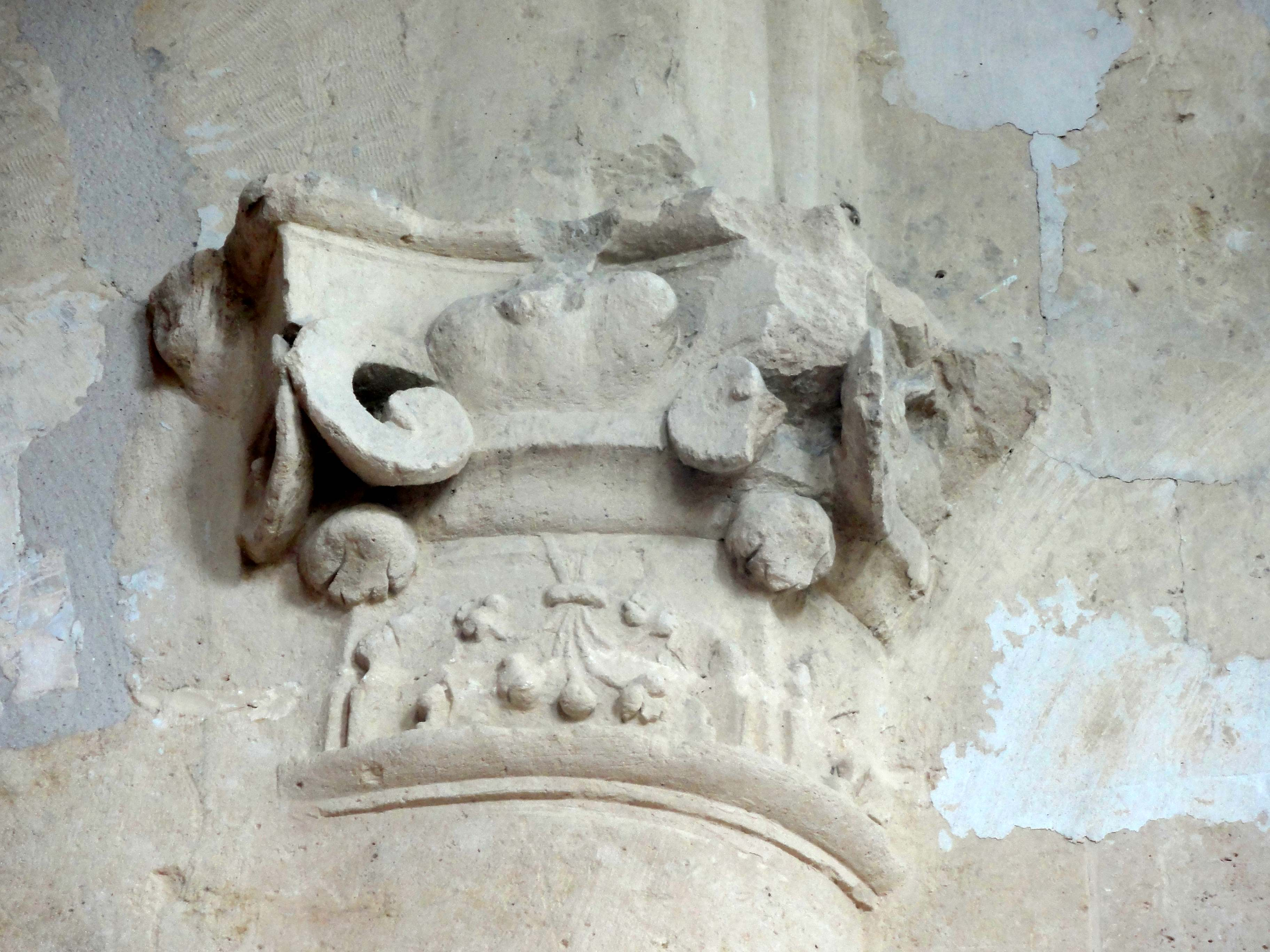
Chapiteau engagé.
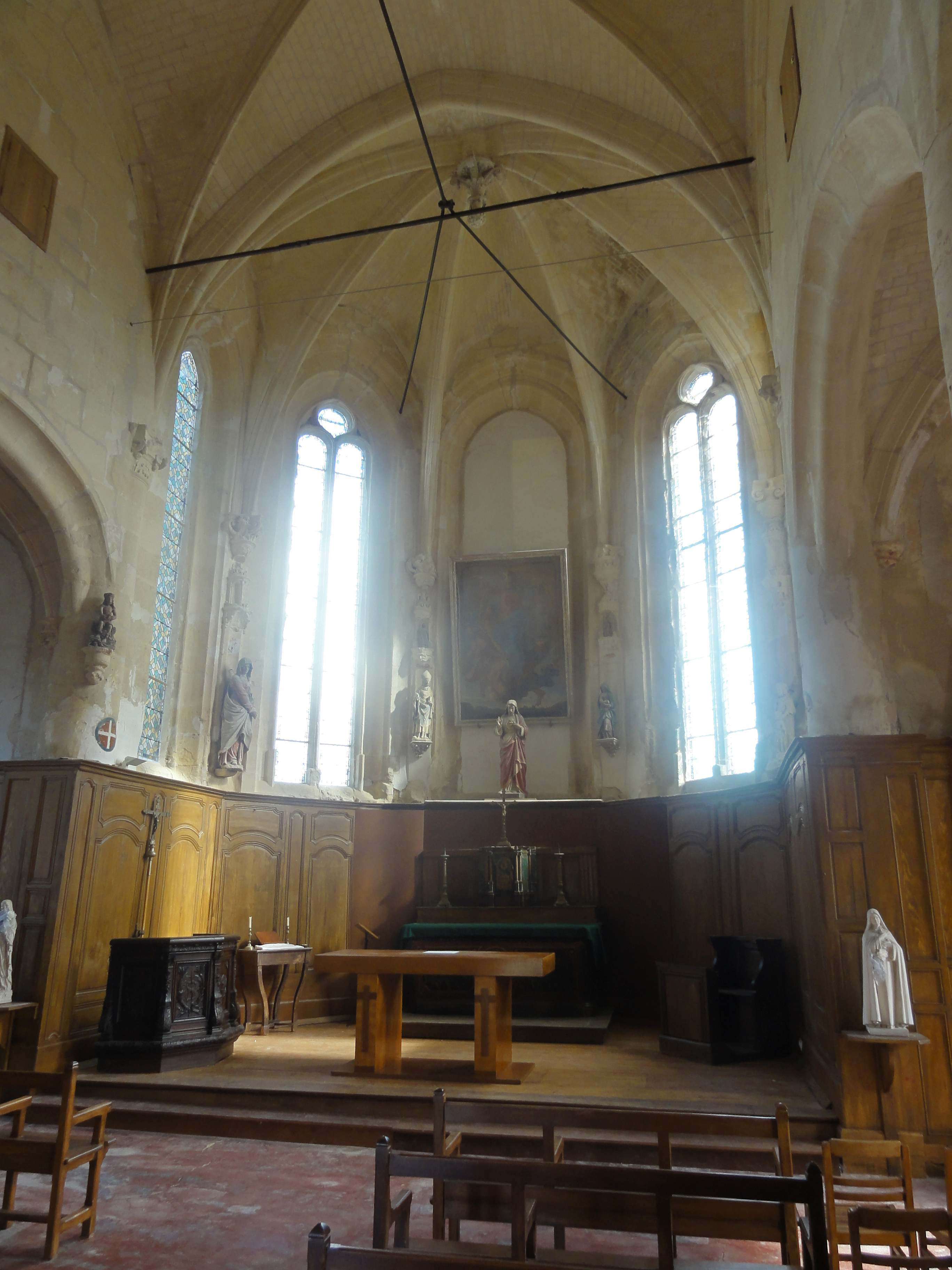
Vue dans l'abside.
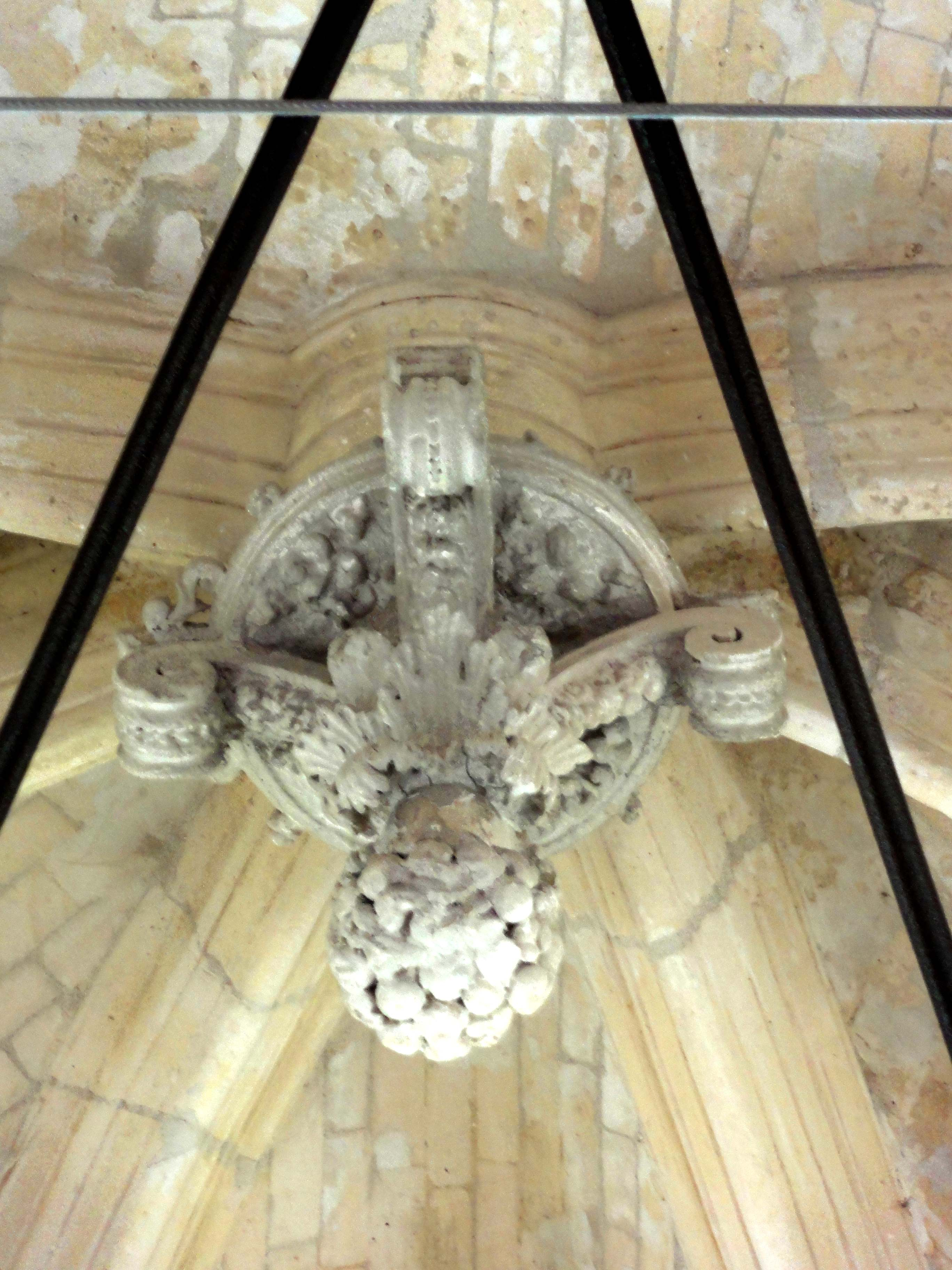
Clé de voûte de l'abside.
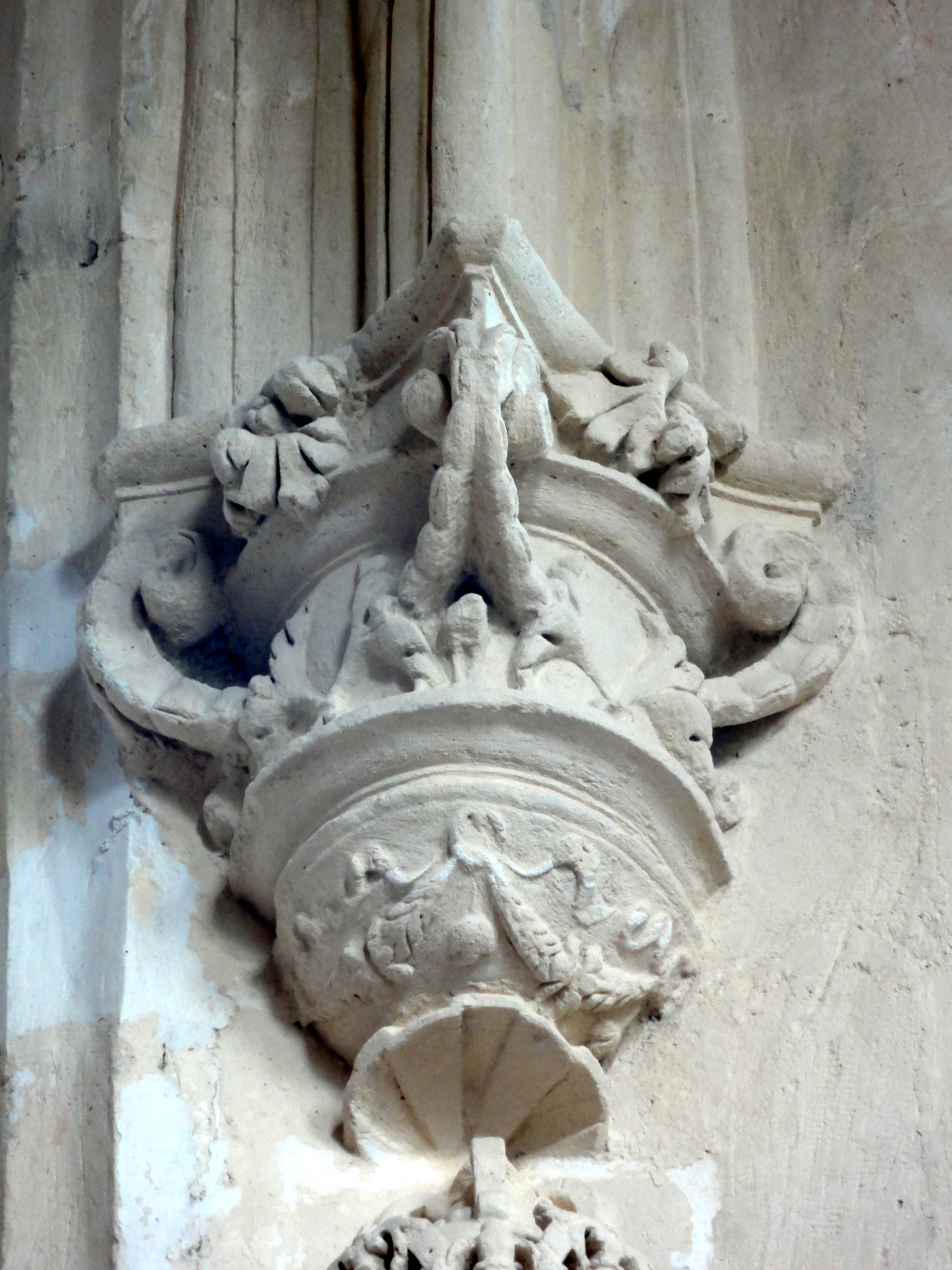
Cul-de-lampe de l'abside.
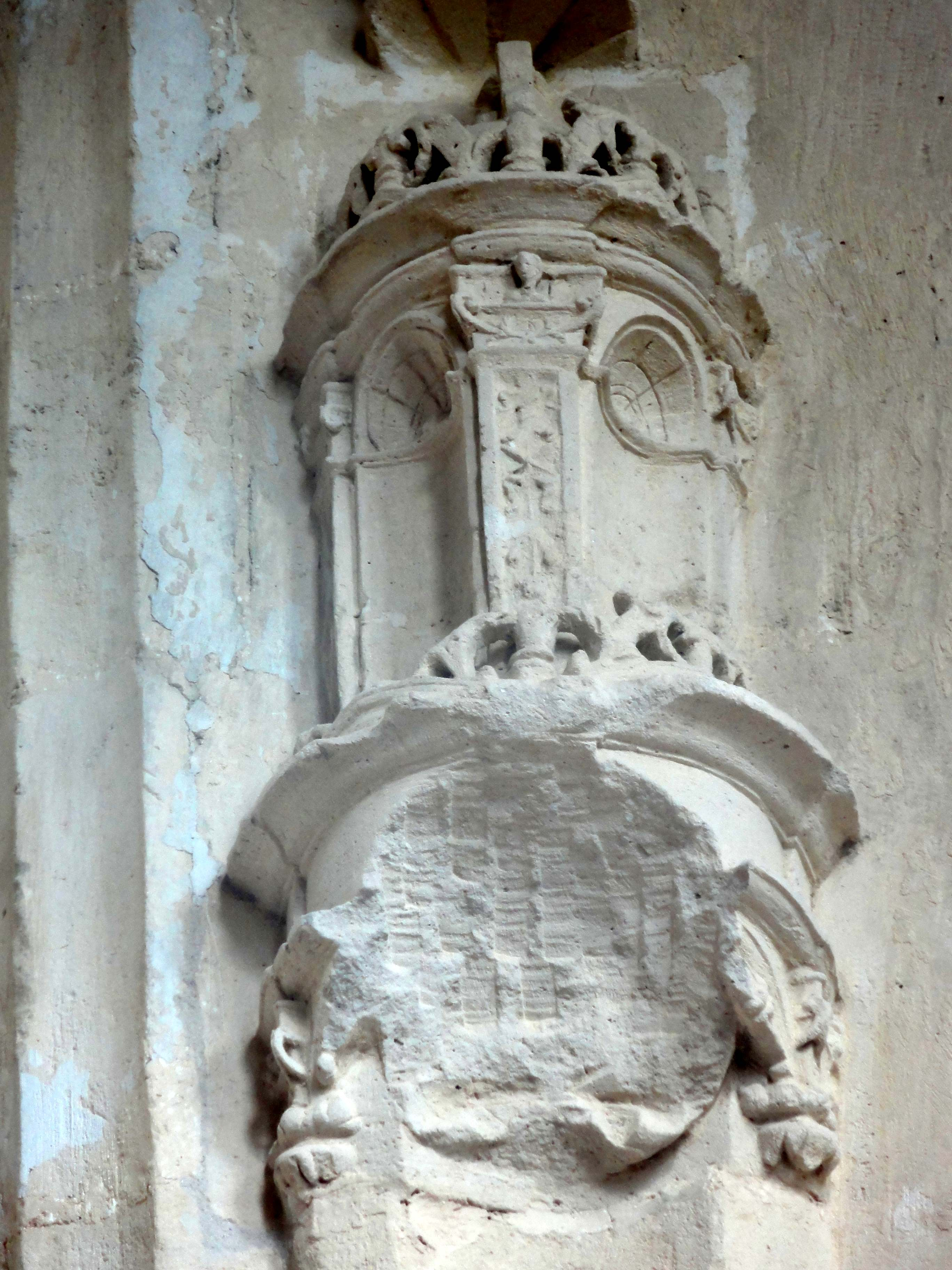
Dais de l'abside.

#### Bas-côtés

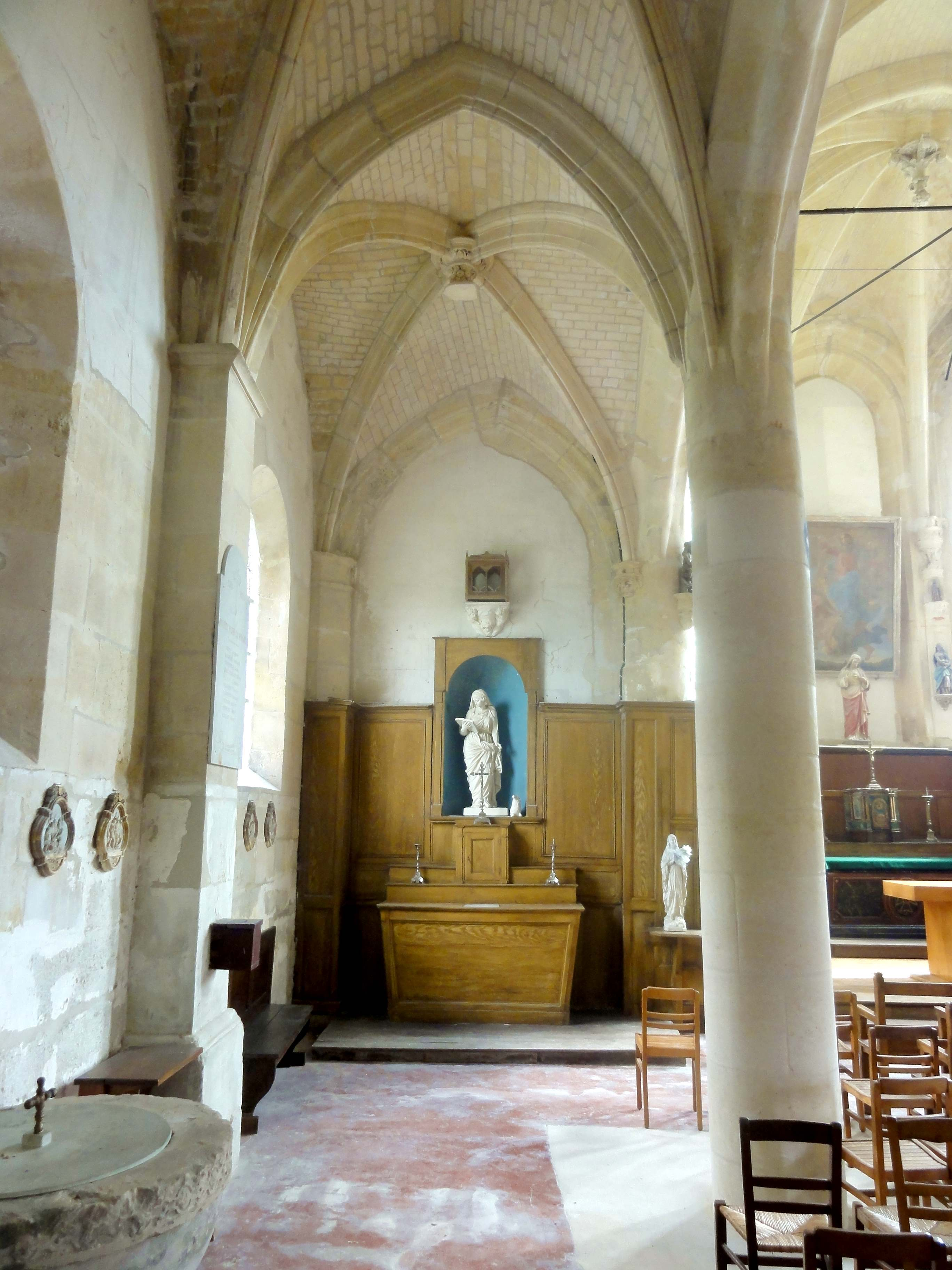
Bas-côté nord.

Le bas-côté nord possède encore trois travées, et depuis la démolition de la nef, la première travée forme une chapelle qui ne communique pas directement avec le vaisseau central, mais elle contient comme seul mobilier un bahut. Le bas-côté sud, déjà assez courte, a encore été réduite dans sa longueur par la construction d'un cagibi en bois, qui sert de sacristie. Grâce aux fenêtres latérales, les bas-côtés sont plus lumineux que les travées adjacentes du vaisseau central, sans éclairage direct. Dans les bas-côtés, au droit des murs latéraux, les supports ont été refaits, et les piliers engagés ont été remplacés par des pilastres nus, ou par un petit massif de maçonnerie dans les angles près du chevet. Au niveau du premier doubleau, le chapiteau de la Renaissance a été maintenu, mais est complètement méconnaissable. Sinon, les chapiteaux ont été supprimés. Dans le bas-côté nord, les piliers n'ont visiblement jamais possédé de chapiteaux, mais dans l'angle sud-est, près du pilier engagé à la fin des grandes arcades, l'ogive et le formeret retombent sur un cul-de-lampe, au lieu de pénétrer directement dans le pilier. Le cul-de-lampe ressemble à ceux que l'on voit au-dessus des dais de l'abside, et il est mieux conservé que les autres. En ce qui concerne les clés de voûte, elles arborent toutes les deux un écusson vierge. L'un est entouré de deux rangs de feuilles d'acanthe ; l'autre est décoré d'oves. Ici le dos des ogives se continue jusqu'au motif central de la clé de voûte, ce qui est une particularité que l'on retrouve dans le bas-côté sud. Le bas-côté sud est légèrement différent, car les clés de voûte ont un décor purement végétal ; le pilier des grandes arcades est pourvu d'une frise de feuillage mutilée en guise de chapiteau (mais seulement vers le sud) ; et le cul-de-lampe près du pilier engagé à la fin des grandes arcades est semblable à ceux des formerets de l'abside. Malgré la reprise des supports au droit du mur méridional, une ondulation est visible en haut du mur, à l'intersection entre les deux travées : ici, il n'y a apparemment pas eu de chapiteau, alors que le vestige d'un chapiteau corinthien peut être identifié dans l'angle sud-ouest. Dans les bas-côtés, le maître d'œuvre n'a donc pas toujours appliqué les mêmes principes.

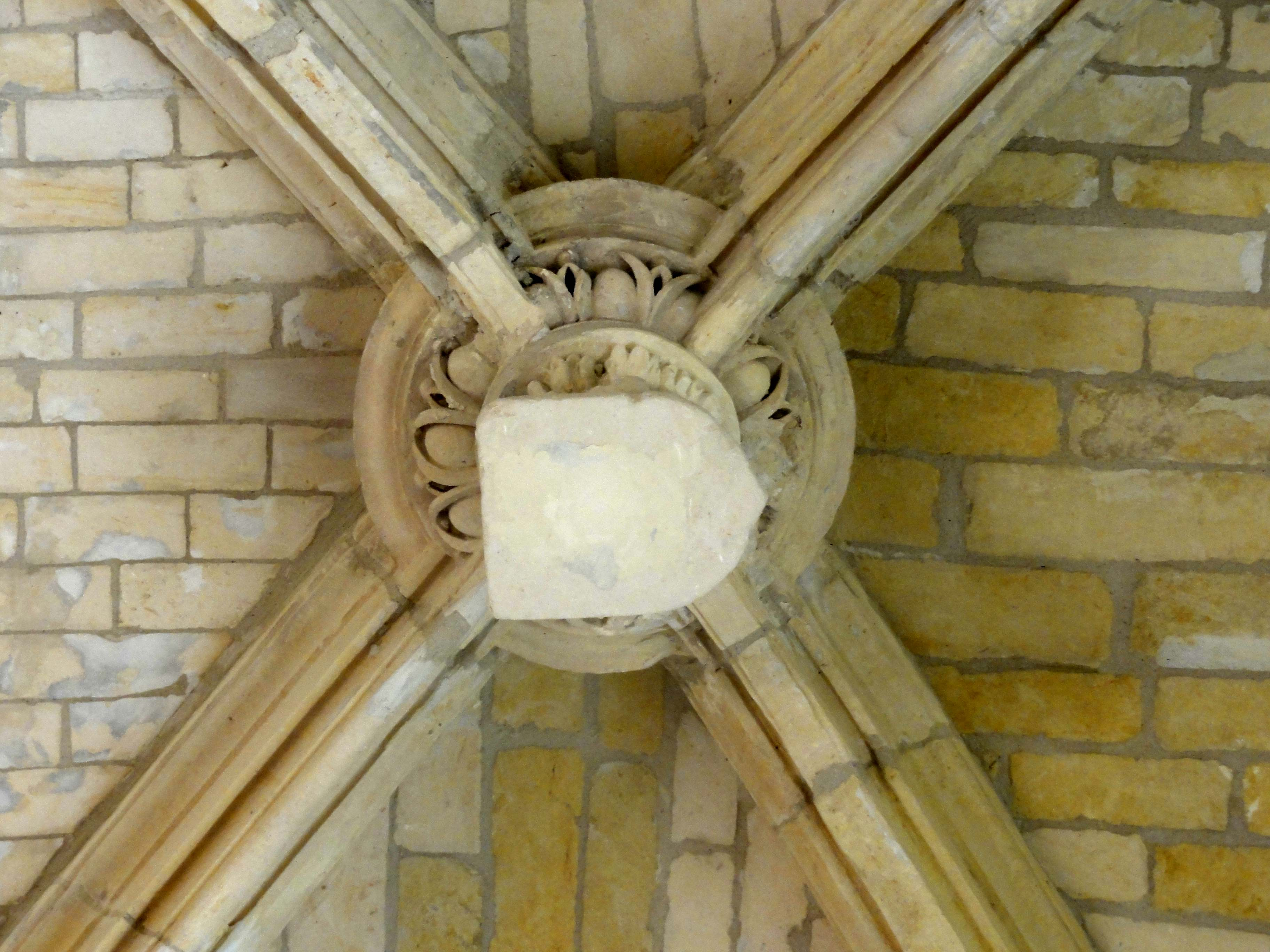
Clé de voûte au nord.
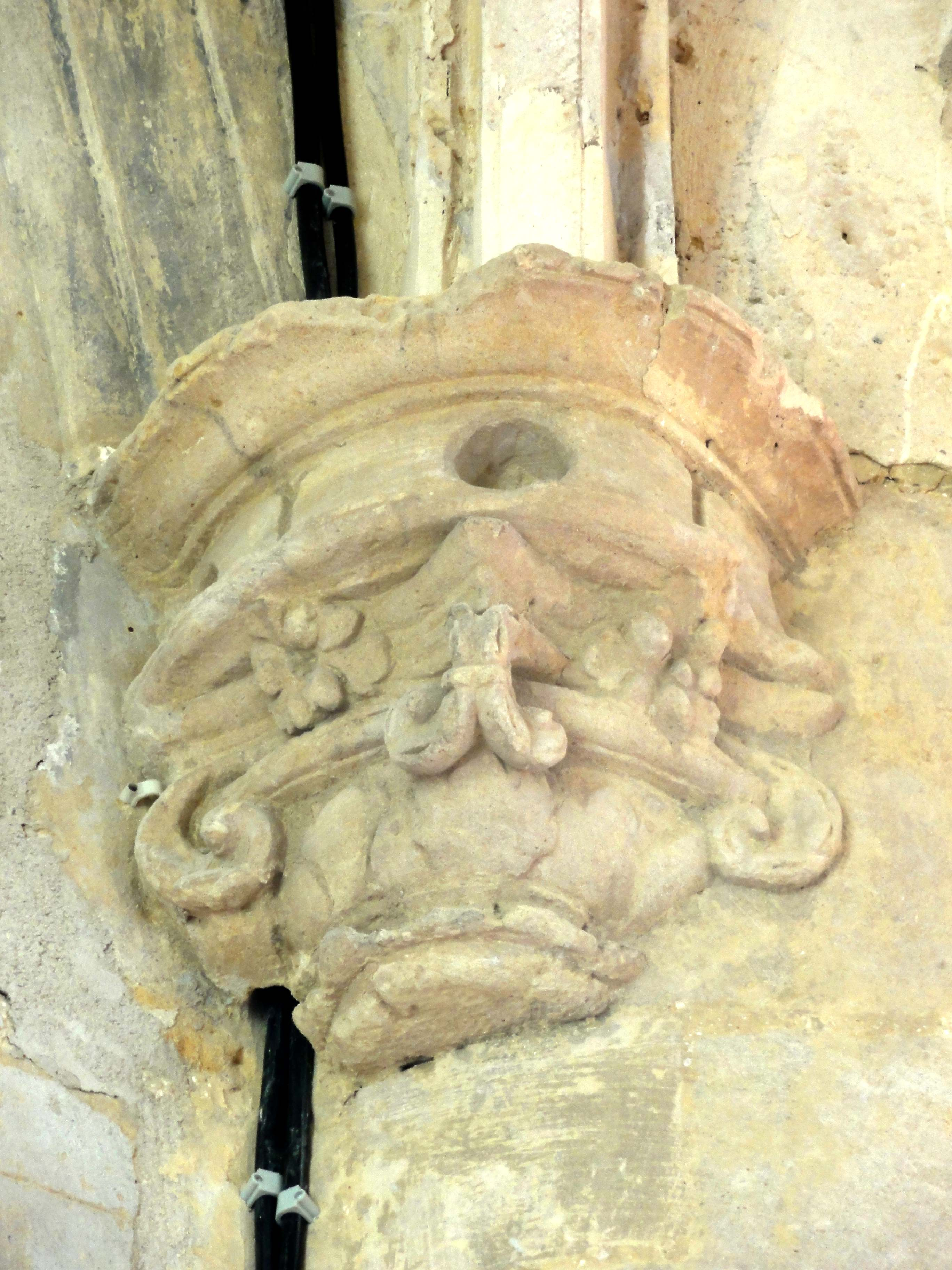
Cul-de-lampe au nord.
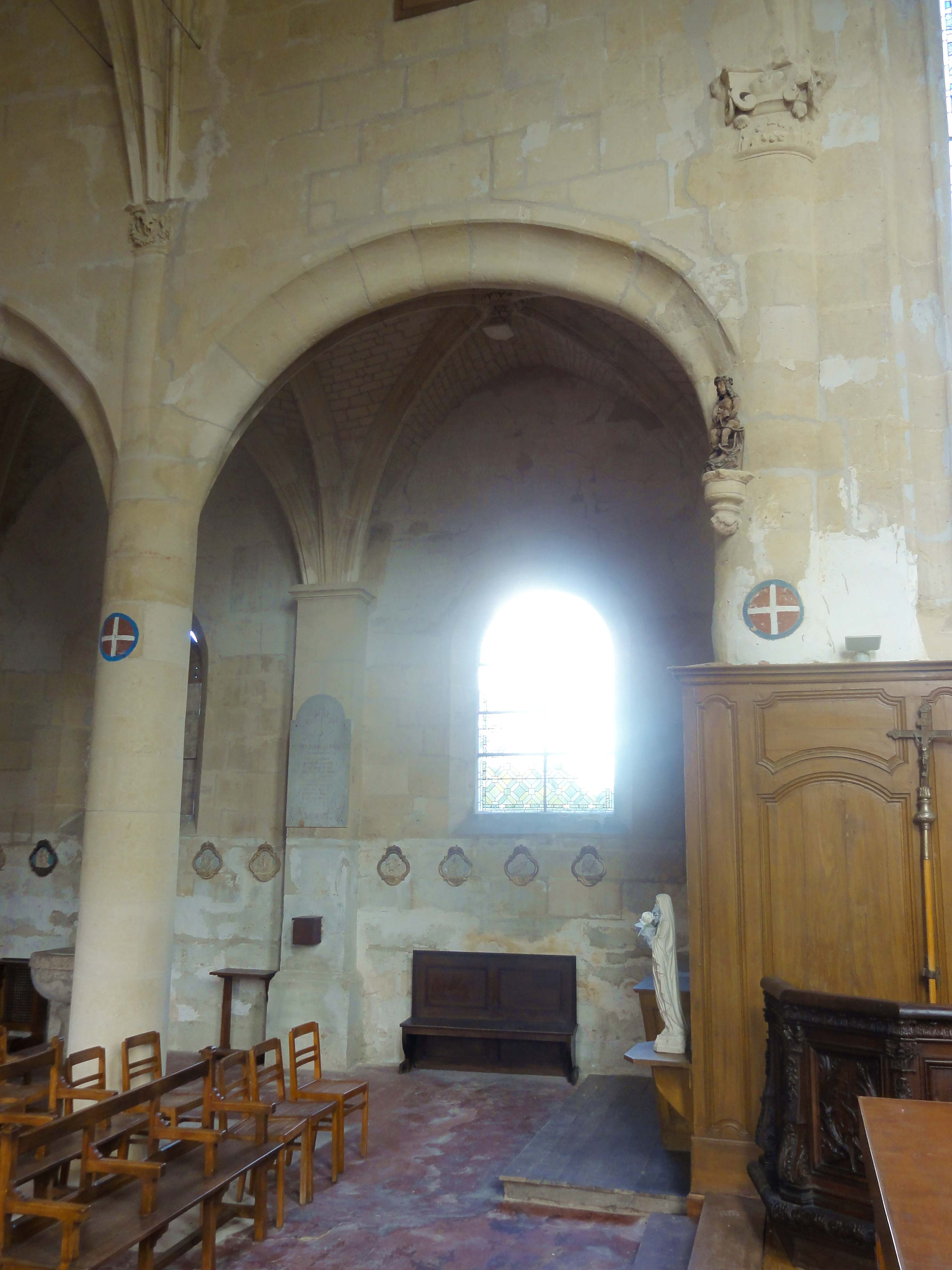
2e grande arcade du nord.
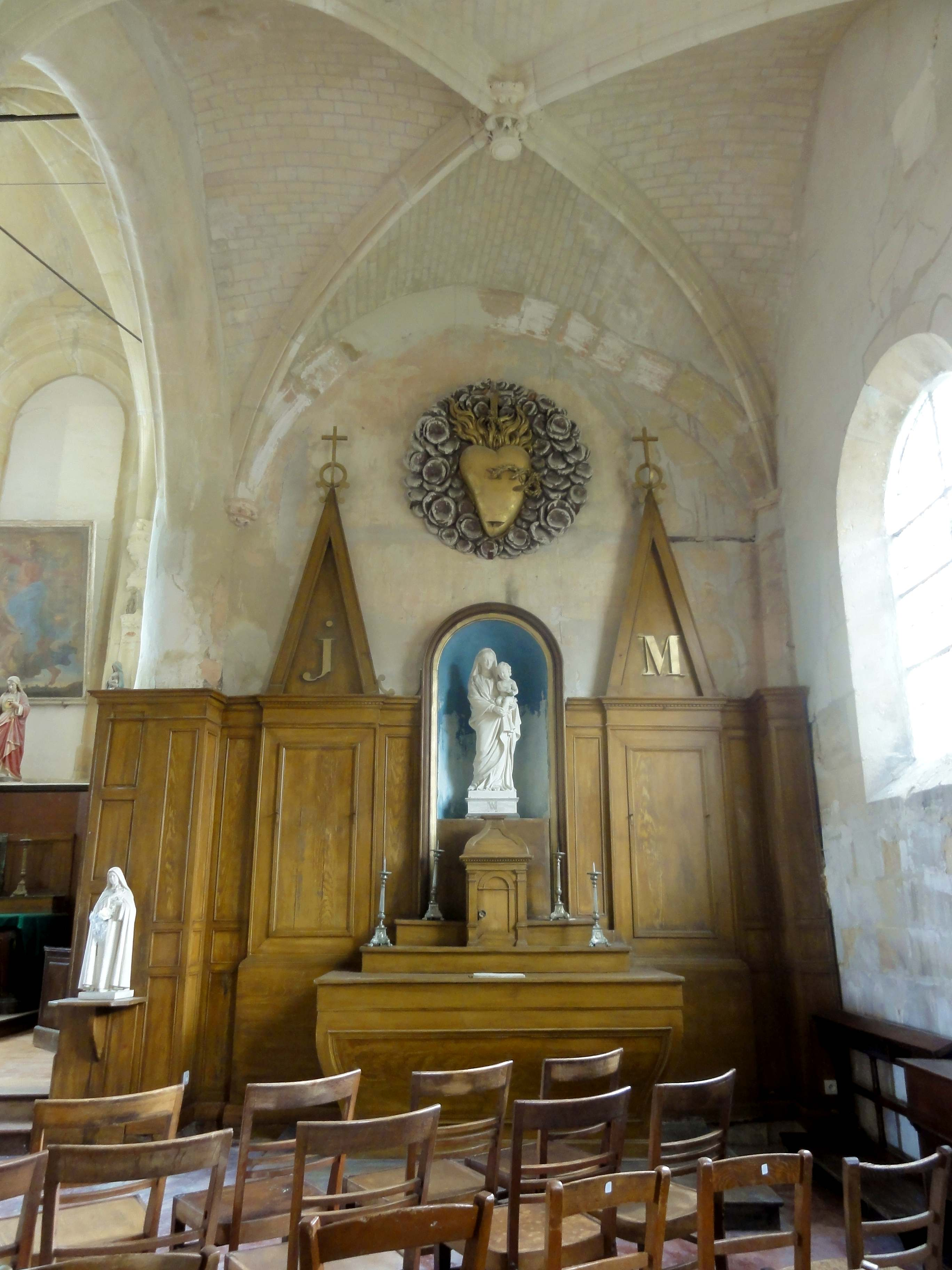
Bas-côté sud, chevet.
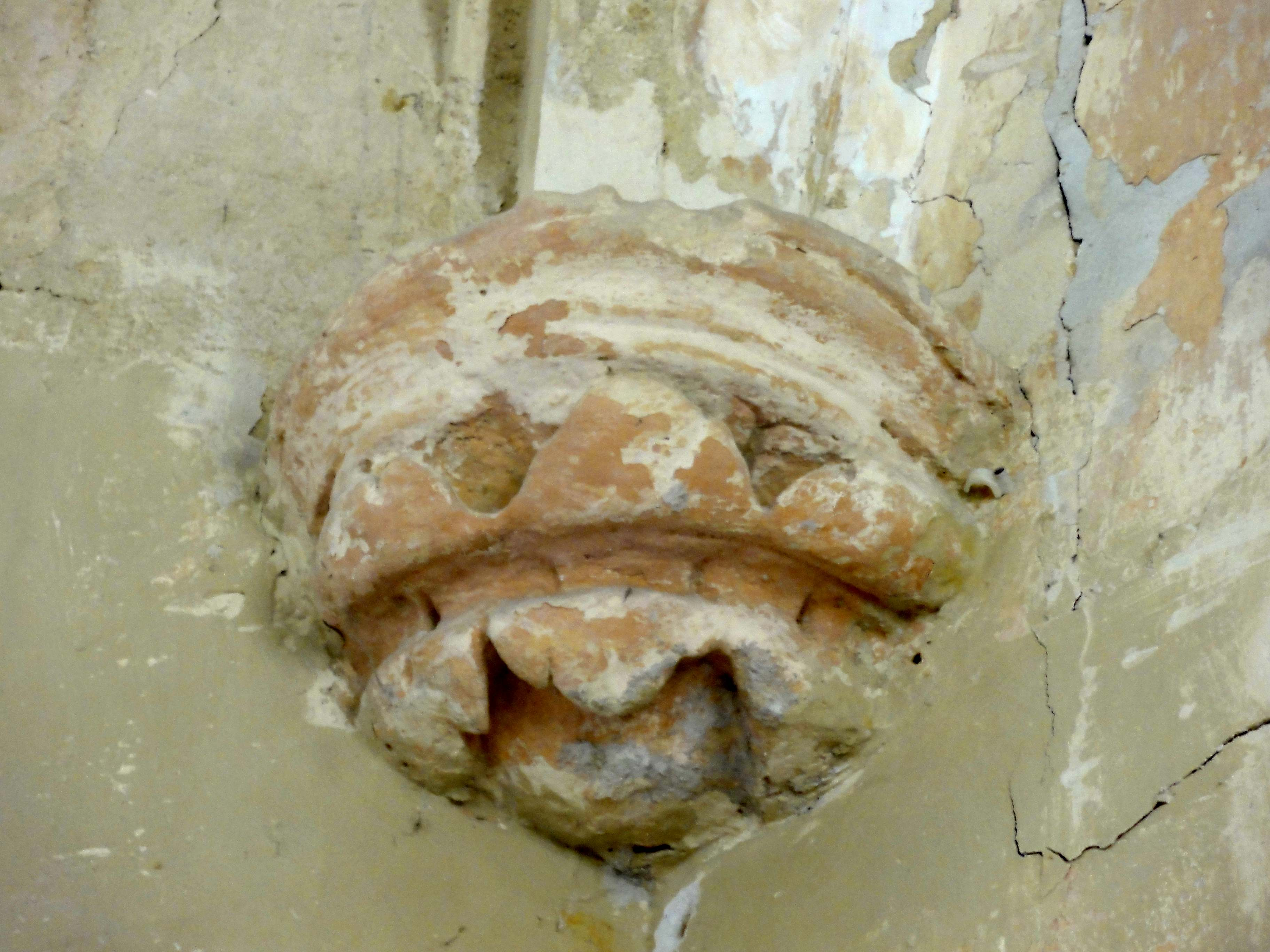
Cul-de-lampe au sud.
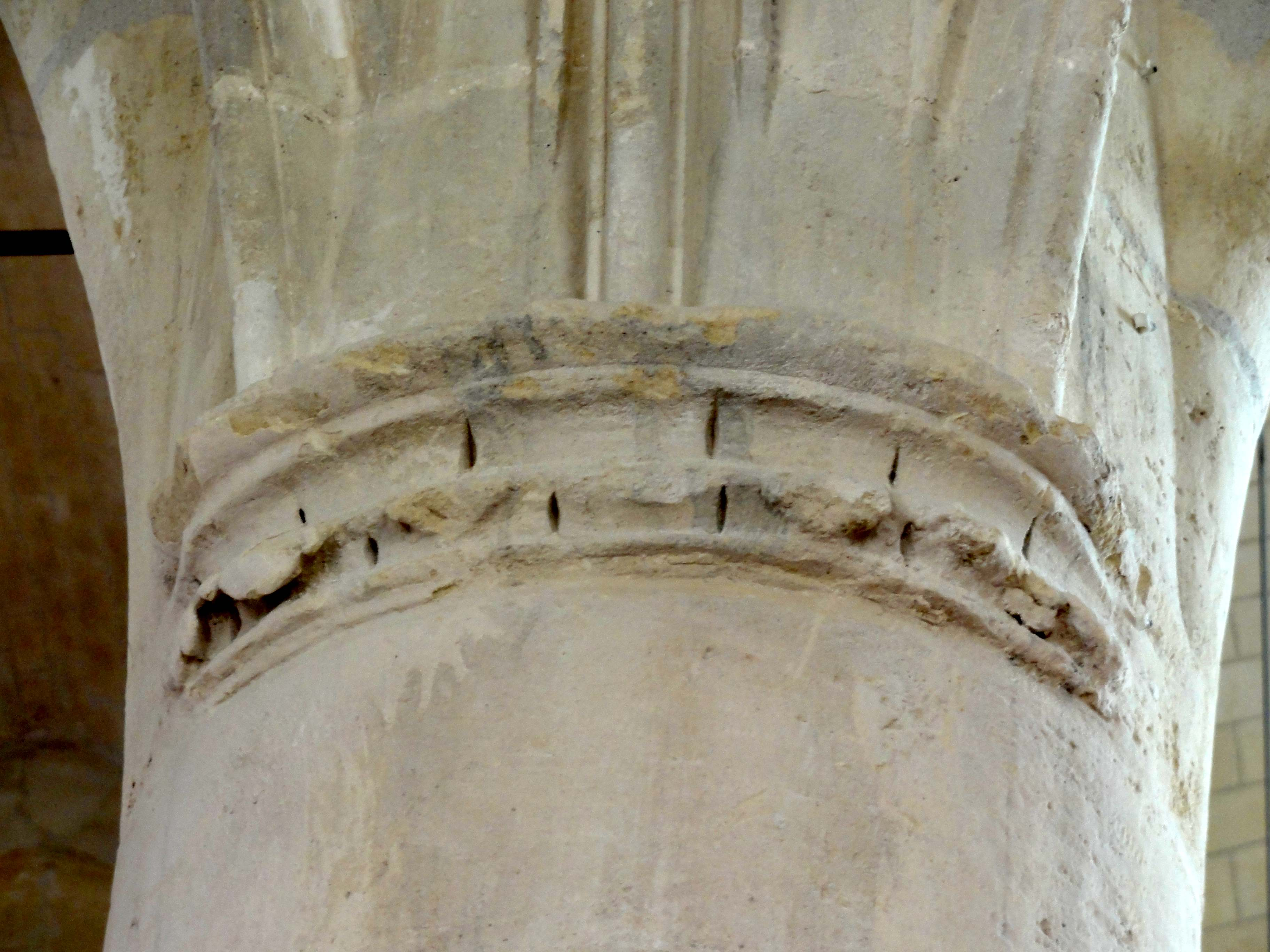
Frise au sud.

## Mobilier

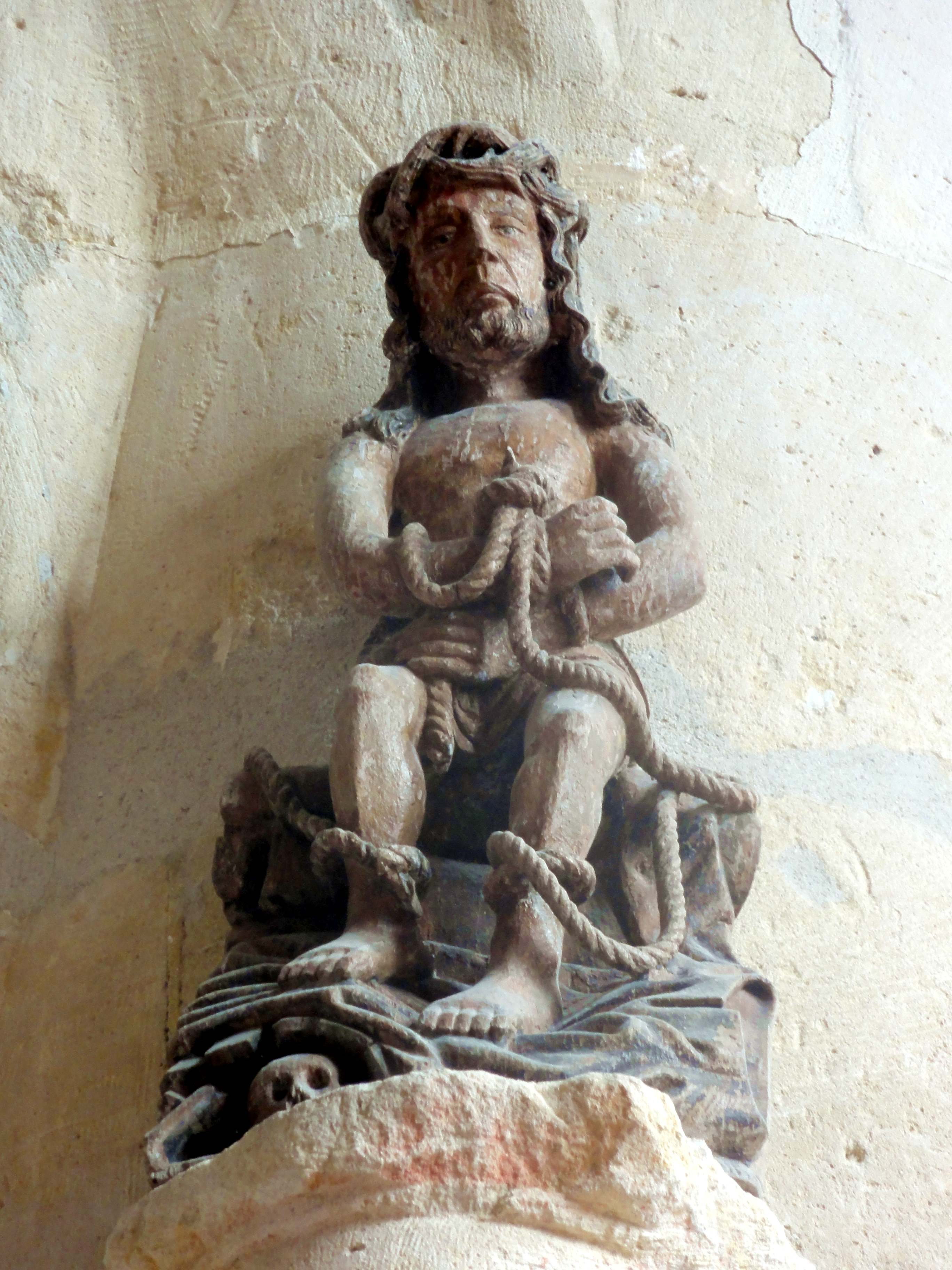
Christ de pitié.

L'amputation de la nef n'a pas trop porté préjudice au mobilier, qui est toujours nombreux et varié, et comporte quelques pièces remarquables. Quatre statues antérieures à la Révolution sont regroupées autour de l'abside, et trois parmi elles sont classées monuments historiques au titre des objets :
- la statuette en bois peint du Christ de pitié, haute de 60 cm, provient d'un retable de la fin du XVe siècle. Le Christ est assis sur un rocher, bras et jambes liés. Son regard fixe et consterné exprime sa résignation face à l'approche de la mort, et suscite de l'émotion. On ne prête ainsi pas attention à la légère maladresse avec laquelle a été traitée l'anatomie du corps. Deux détails sont intéressants : Jésus foule de ses pieds la tunique dont on l'a affublé comme manteau de dérision, et une tête de mort paraît sous un pli, afin de rappeler que Golgotha signifie « colline du crâne »[10],[11] ;
- la statue en bois d'une Vierge de Douleur, haute de 135 cm, date du premier quart du XVIe siècle. Elle a été décrite comme une Vierge de calvaire au moment de son classement en 1912[12]. En effet, son attitude et sa posture correspondent aux Vierges de Douleur qui, sur les poutres de gloire, accompagnent le Christ en croix, avec, de l'autre côté, un jeune saint Jean. Les poutres de gloire pouvant comporter une représentation symbolique du mont du calvaire ou Golgotha, les deux termes paraissent justes ;
- la statuette en bois d'un saint évêque, probablement saint Léger, mesure 80 cm de haut, et  date du XIVe siècle. Elle a perdu sa main droite[13]. Dans l'autre main, l'évêque tient un livre fermé ;
- la statuette en pierre de saint Côme, n'est guère plus grande que le Christ de pitié, et date du début du XVe siècle. Bien que considérée comme l'une des plus anciennes représentations du saint qui subsistent en Île-de-France, la statuette n'est pas classée aux monuments historiques. Le saint, protecteur des enfants faibles et malades, est accompagné d'un jeune garçon, qui se tient debout devant lui, et auquel il caresse la joue. La main droite du saint se lève pour donner la bénédiction. Il porte les vêtements d'usage dans le corps médical aux XIVe siècle et XVe siècle, à savoir une longue cotte à capuchon, et une calotte demi-sphérique[14].

Parmi les autres éléments du mobilier, on peut notamment citer les fonts baptismaux en pierre, qui se présentent sous la forme d'une cuve baptismale à infusion, et se composent d'une cuve de plan circulaire, et d'un pied galbé. Sous son bord, la cuve est décorée d'une frise, où deux lignes parallèles s'infléchissent au-dessus et en dessous de fleurs à quatre pétales et de points. Le pied est agrémenté d'un gros boudin immédiatement en dessous de la cuve, et en bas, il est sculpté d'un rang de rais de cœur. Ce motif indique en principe la Renaissance.
Également remarquable, la chaire à prêcher est malheureusement réduite à sa cuve, qui a été placée à l'entrée de l'abside, au nord. Le décor sculpté évoque la fin du XVIe ou le XVIIe siècle. Les quatre panneaux sont séparés par des montants garnis de feuillages et d'arrangements végétaux, et surmontés de petits chapiteaux corinthiens. En haut, court une frise où alternent un grand et un petit motif de feuillages. Le petit motif s'inscrit dans les espaces laissés libres par une ligne ondulée ; le grand motif se superpose à la ligne. La ligne comporte des sections horizontales à intervalles réguliers, d'où descendent de courtes lignes verticales. Les points de jonction sont marqués par des points. Cette frise est, somme toute, stylistiquement assez proche de celle des fonts baptismaux. Quant aux panneaux, ils sont de deux types. Les trois exemplaires du premier type arborent les initiales d'un saint, « SC » pour saint Côme, « SB » pour saint Barthélemy, et « SL » pour saint Léger, avec deux lettres entrelacées, et deux branches de palmes nouées ensemble. Elles rappellent que les trois saints sont des martyrs. Apparemment saint Côme fut considéré comme patron secondaire de l'église, ce qui explique aussi la présence de sa statue, et confirme que celle-ci ne représente pas saint Damien. Le panneau « SL » a été monté le haut vers le bas. Le deuxième type affiche un saint évêque en bas-relief ; une main, la tête et le haut de la crosse ayant été bûchés.

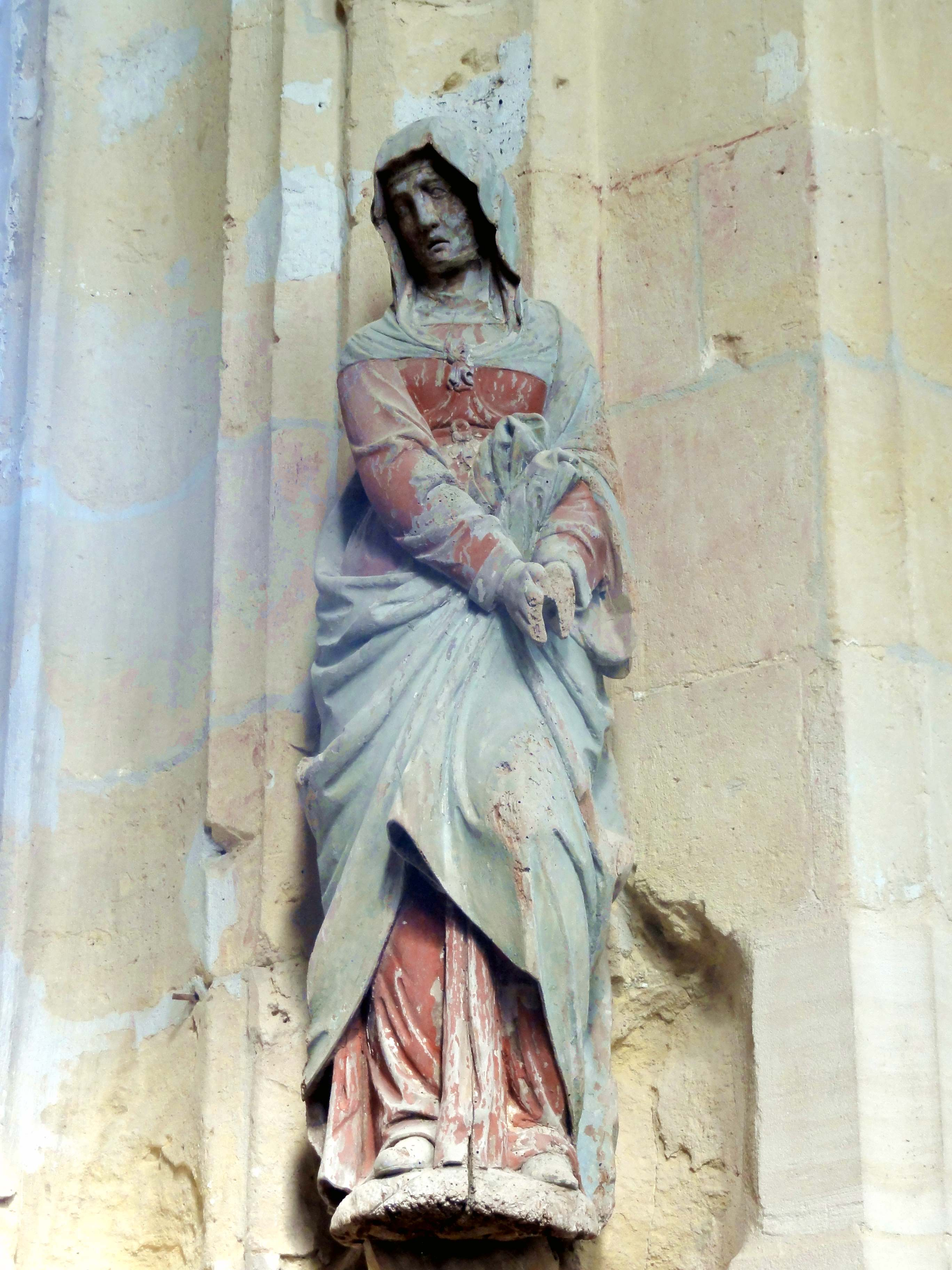
Vierge de douleur.
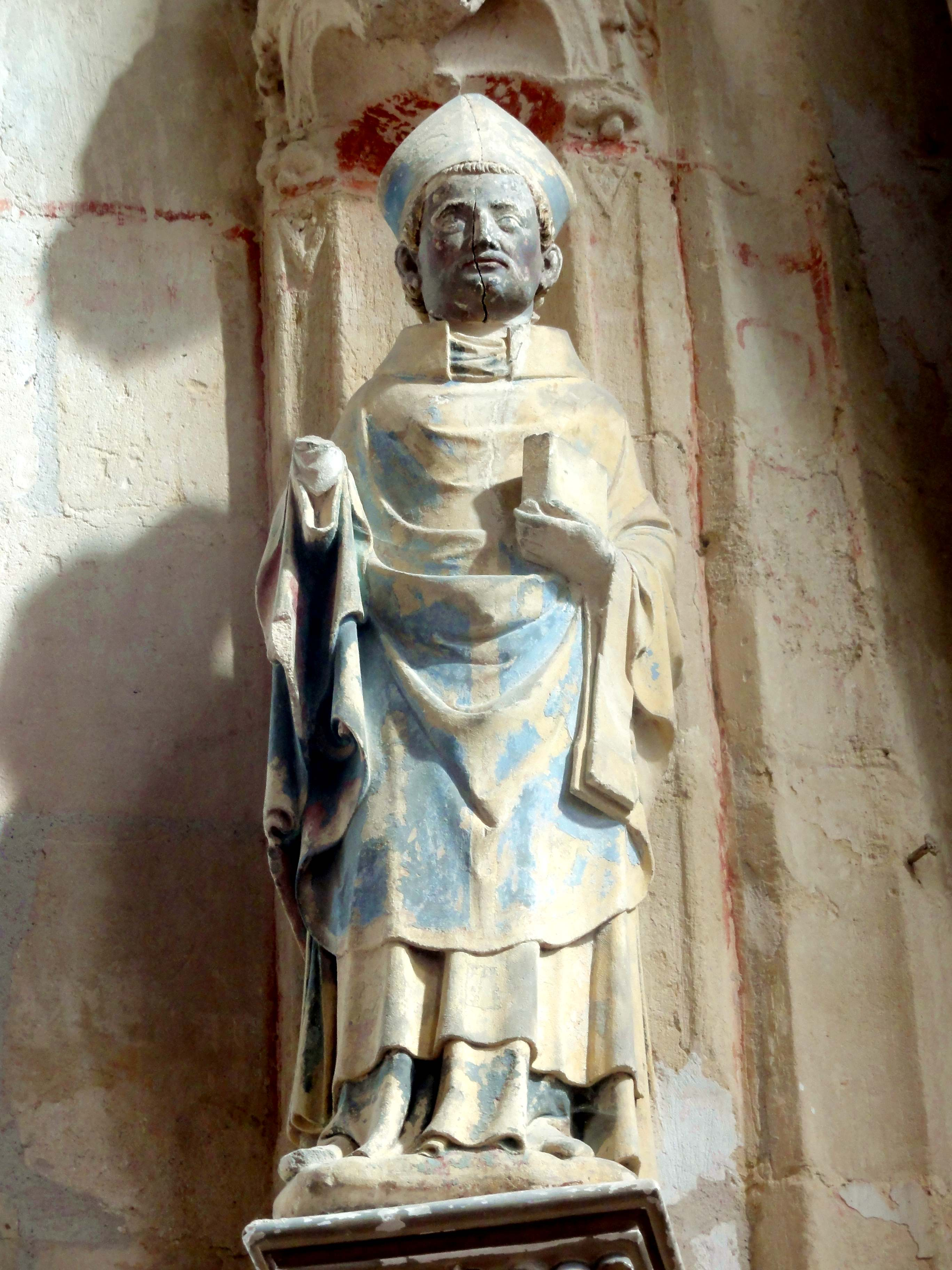
Saint Léger.
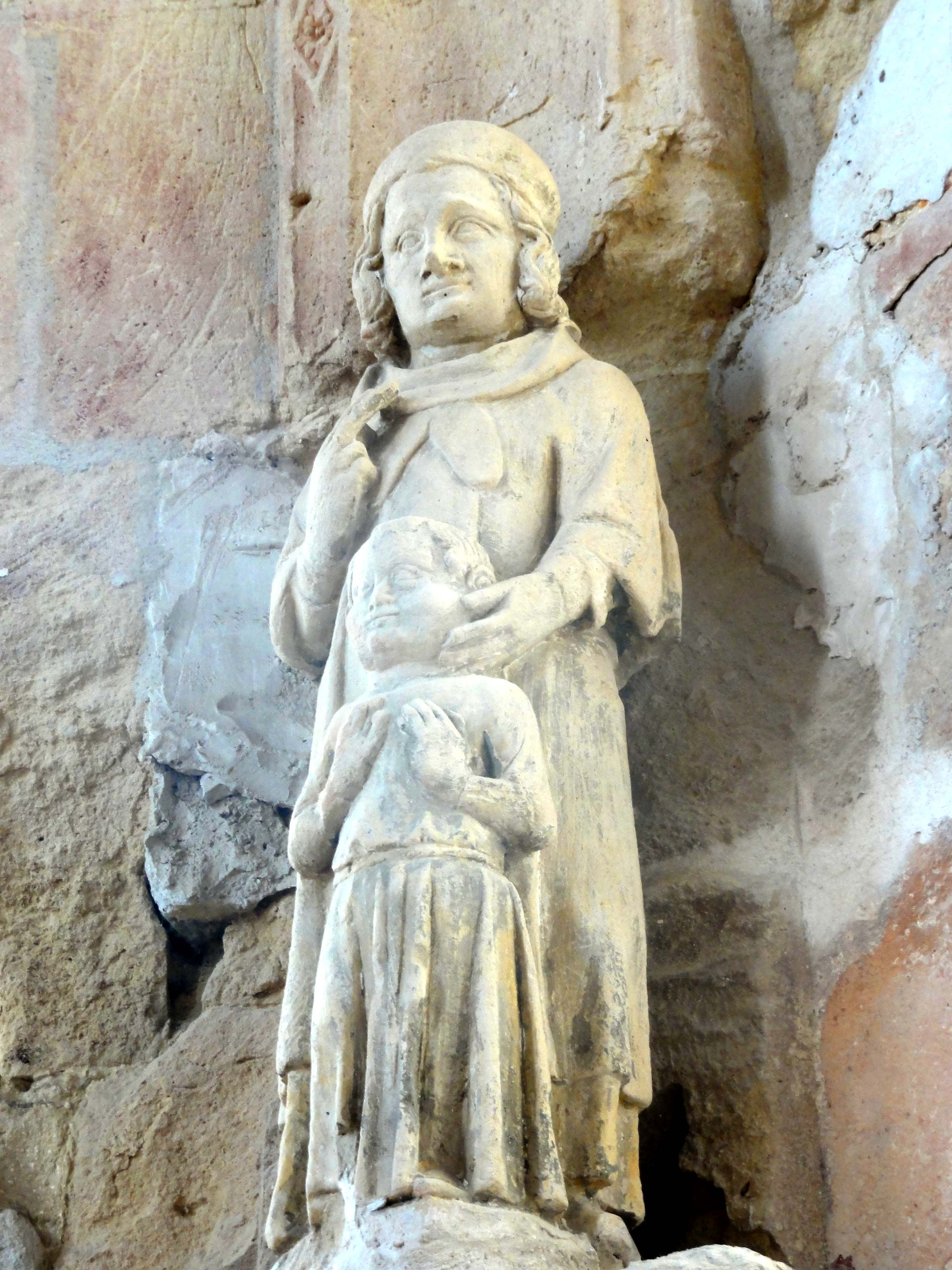
Saint Côme.
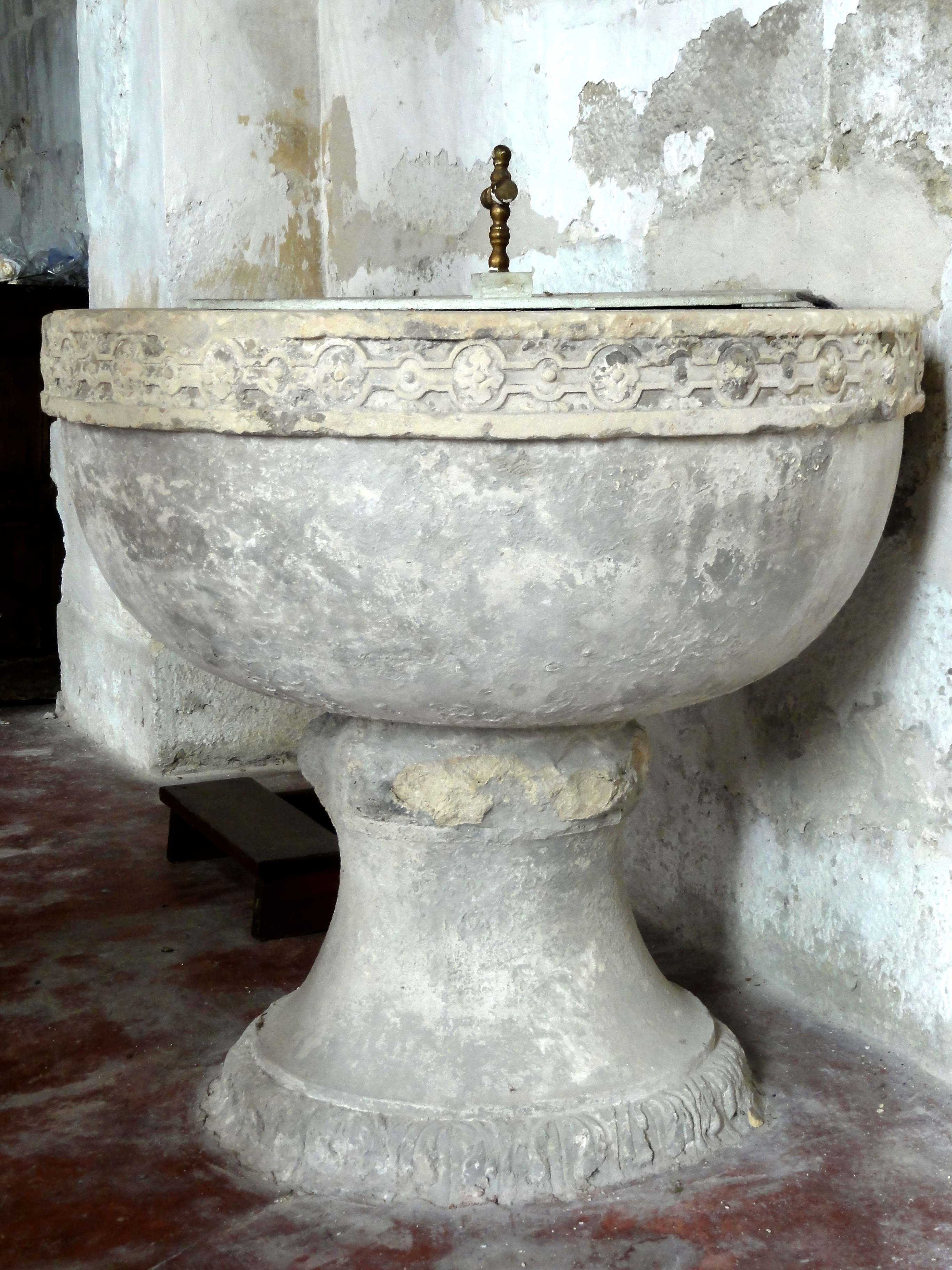
Fonts baptismaux.
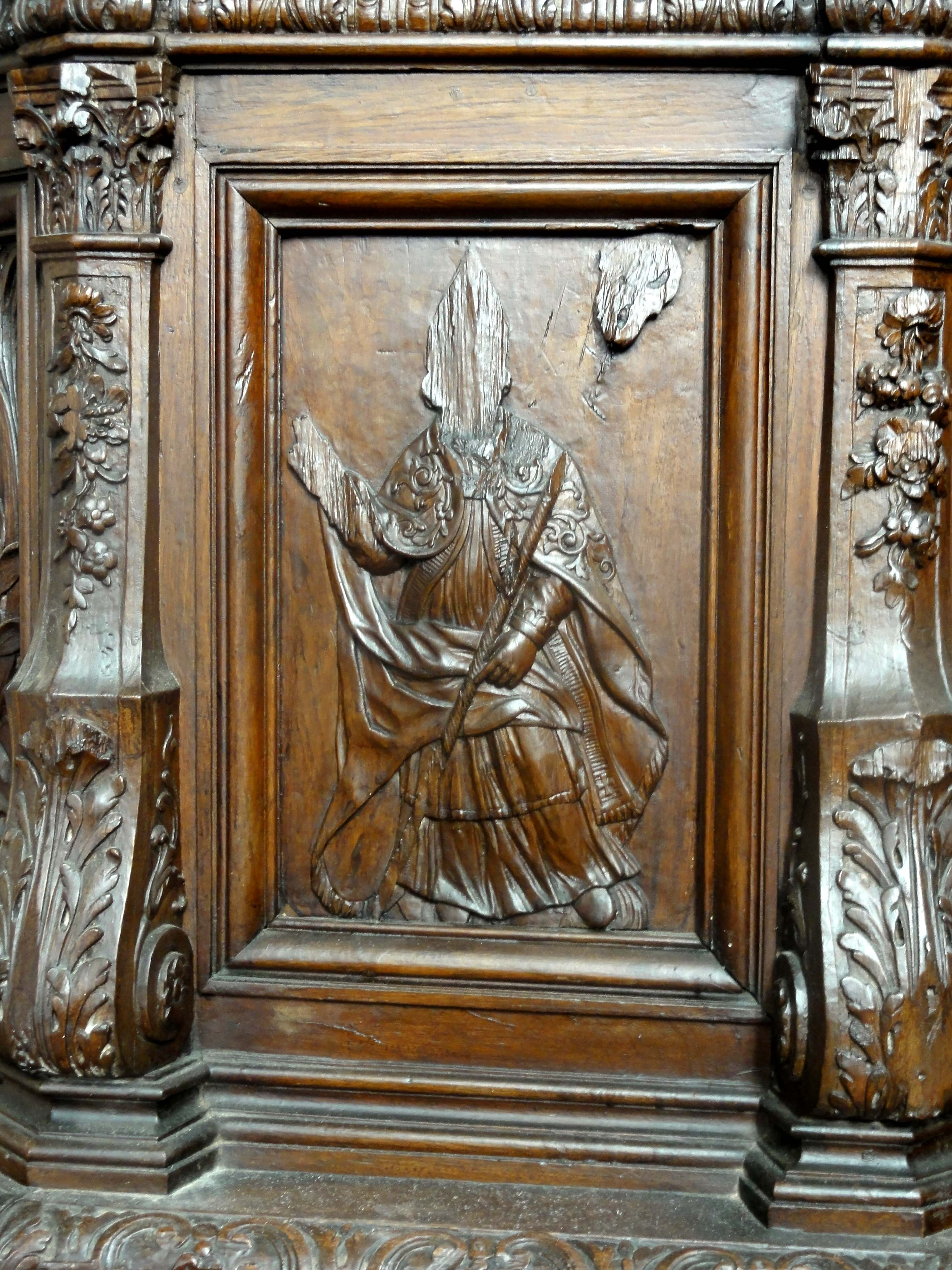
Bas-relief - saint Léger.
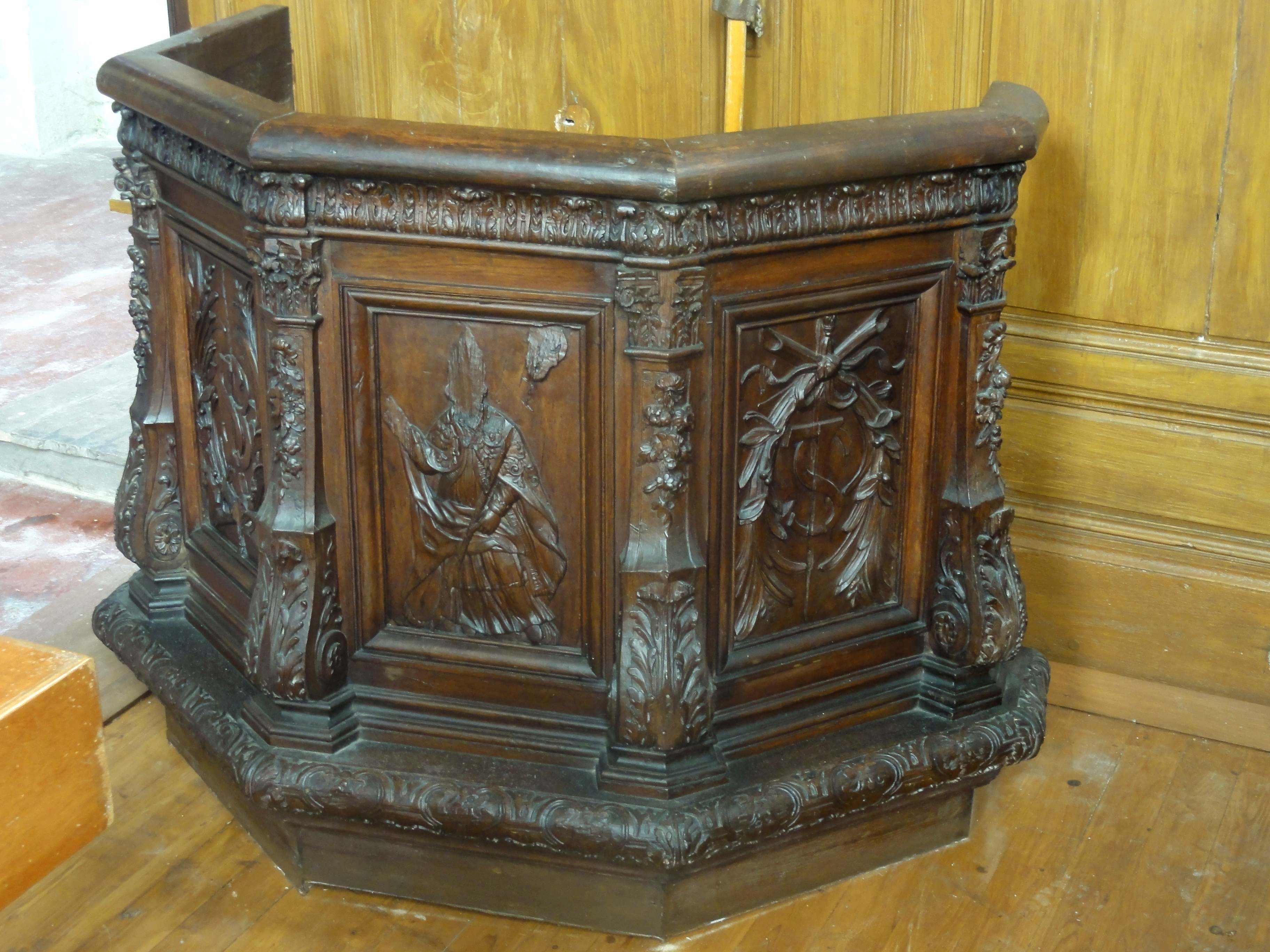
Chaire à prêcher.